# Publikacje Świadków Jehowy

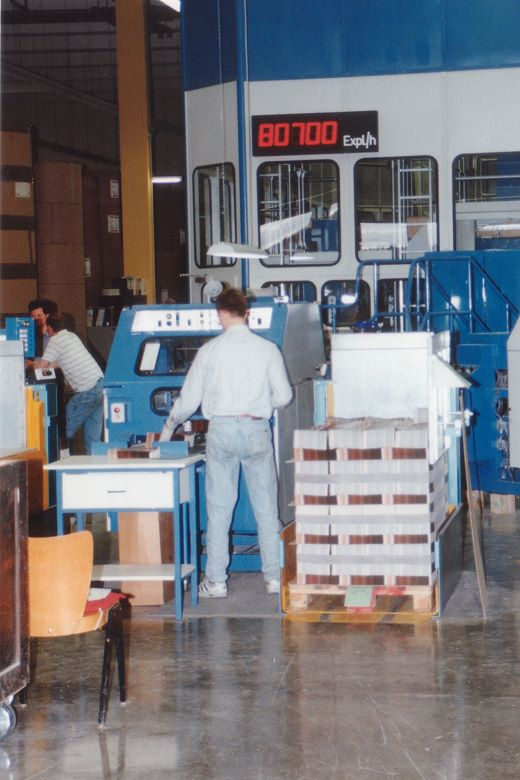
Świadkowie Jehowy drukują Biblię i swoje publikacje we własnych drukarniach w setkach języków i używają w działalności prowadzonej w 239 krajach i terytoriach

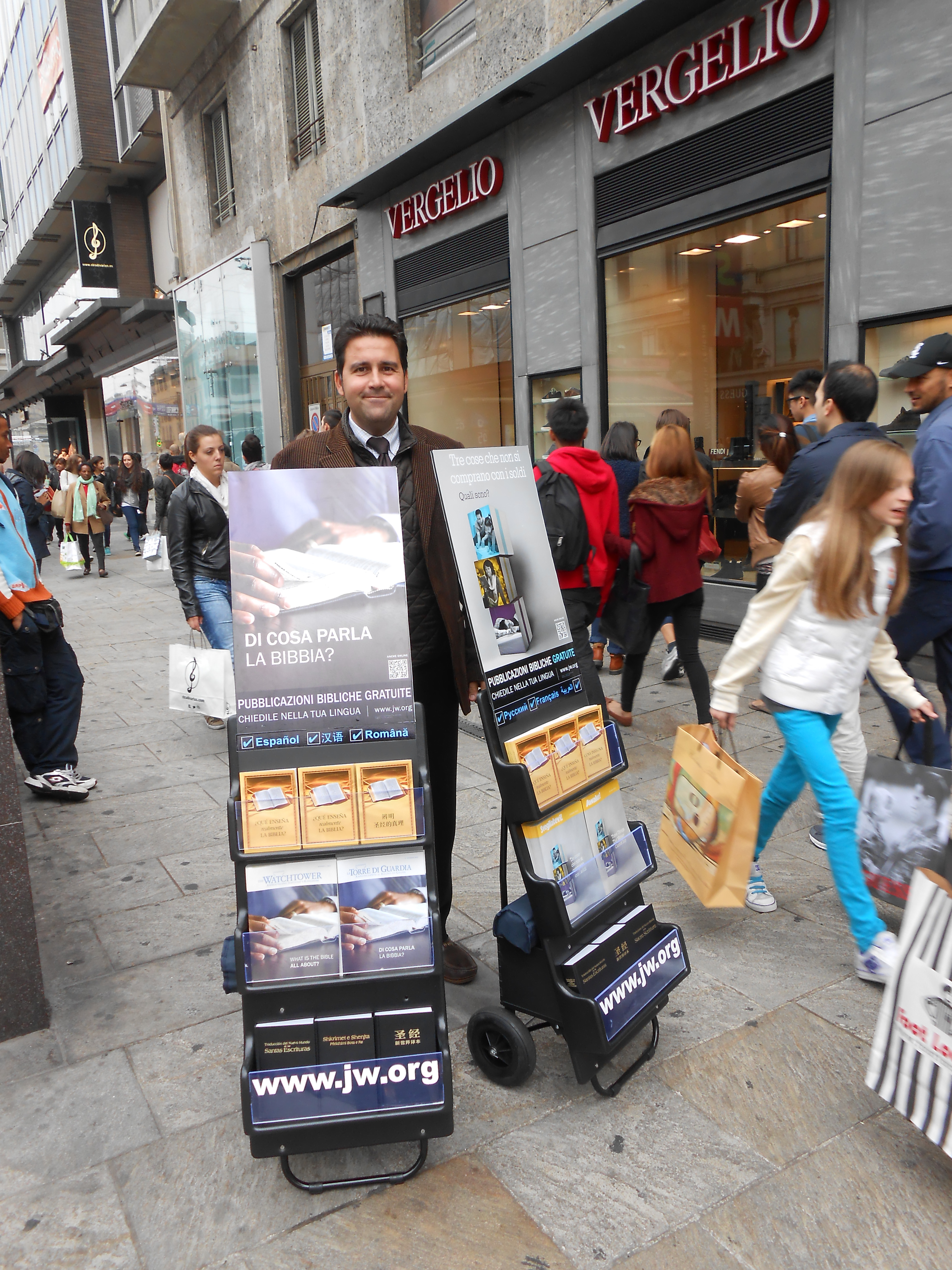
Świadkowie Jehowy udostępniają swoje publikacje nieodpłatnie – także w miejscach publicznych

Publikacje Świadków Jehowy – publikacje o tematyce biblijnej wydawane przez Towarzystwo Strażnica. Publikacje te pełnią dwojaką funkcję: służą przekazywaniu jednolitych nauk całej społeczności oraz przedstawianiu nauk wspólnoty osobom spoza niej, niezapoznanym jeszcze z głoszonymi przez nią naukami.
Świadkowie Jehowy swoje wierzenia upowszechniają nieodpłatnie głównie za pomocą Biblii i opartych na niej książek, czasopism, broszur, traktatów (ulotek informacyjnych) oraz środków multimedialnych i serwisu internetowego jw.org.
Wydawnictwa Świadków Jehowy są publikowane w wersji drukowanej oraz online w przeszło 1090 językach, w tym w 106 językach migowych, a w przeszło 50 językach także w wydaniach brajlowskich lub w innych wersjach dla niewidomych i niedowidzących. W serwisie jw.org są udostępnione do bezpłatnego pobrania w różnych formatach. Są dostępne również w takich językach, w których nie wydano przedtem żadnej innej publikacji. Serwis jw.org w listopadzie 2019 roku był dostępny w 821 językach, co oznaczało, że jest przetłumaczony na najwyższą liczbę języków spośród wszystkich serwisów internetowych świata.
Celem wydawania tych publikacji jest pomoc w zrozumieniu Biblii i zwrócenie uwagi na jej praktyczną wartość w życiu.
Wszystkie publikacje Świadków Jehowy są redagowane w języku angielskim przez Komitet Redakcyjny Ciała Kierowniczego Świadków Jehowy, a następnie tłumaczone na inne języki. Ciało Kierownicze sprawuje również nadzór nad tłumaczeniem publikacji, czym zajmują się zespoły liczące ponad 6000 tłumaczy i personelu pomocniczego. Zespoły tłumaczy pracują w Biurach Oddziału oraz w ponad 400 Biurach Tłumaczeń w ponad 150 krajach, które funkcjonują tam, gdzie jest używany dany język. Następnie publikacje są drukowane w 9 własnych drukarniach położonych w Ameryce Północnej oraz Południowej, Afryce, Azji i Europie.

## Historia
Rozpoczęcie wydawania czasopisma „Strażnica” w 1879 roku ważnym wydarzeniem w początkach działalności Badaczy Pisma Świętego. Wcześniej Charles Taze Russell, wraz z grupą przyjaciół utrzymywał łączność z Nelsonem Barbourem, sam będąc współredaktorem i finansujący publikowanie Zwiastuna Poranka, którego Barbour był redaktorem. Gdy jednak Barbour podważył biblijną naukę o odkupieniu dzięki ofierze Jezusa Chrystusa i nie dał się przekonać do zmiany stanowiska w kilkumiesięcznej debacie na łamach czasopisma, Russell wycofał wsparcie dla Zwiastuna Poranka i rozpoczął wydawanie własnego czasopisma „Zion’s Watch Tower and Herald of Christ’s Presence” („Strażnica Syjońska i Zwiastun Obecności Chrystusa”), czasopismo, które z czasem, jako „Strażnica Zwiastująca Królestwo Jehowy”, stało się najbardziej rozpowszechnionym czasopismem religijnym na świecie.
W 1880 zaczęto drukować pierwszy z serii traktatów, mających rozbudzić w ludziach zainteresowanie tematyką biblijną. W związku z planowaną szerszą działalnością, w 1881 roku Russell założył Towarzystwo Strażnica, której pierwszym prezesem został W.H. Conley, a Russell był sekretarzem i skarbnikiem. Towarzystwo to miło pełnić funkcję zarówno oficyny wydawniczej, ale też wspierać „szerzenie prawd biblijnych w wielu językach”. Jeszcze w tym samym roku wydrukowano ponad 1 200 000 traktatów, często o dużej objętości. W krótkim czasie publikacje te rozpowszechniono w około 30 językach na kilku kontynentach.
W roku 1886 Russell opublikował książkę Boski Plan Wieków, pierwszy z sześciu napisanych przez siebie tomów, które stały się znane jako Wykłady Pisma Świętego. W latach 1887–1898 cztery z nich, a także Strażnicę i traktaty biblijne, Russell publikował w oficynie wydawniczej Tower Publishing Company, której był właścicielem. W 1898 roku prawo własności tego wydawnictwa przeniósł na pensylwańskie Towarzystwo Strażnica. Do 1916 roku łączny nakład wszystkich tomów Wykładów osiągnął 9 384 000 egzemplarzy.

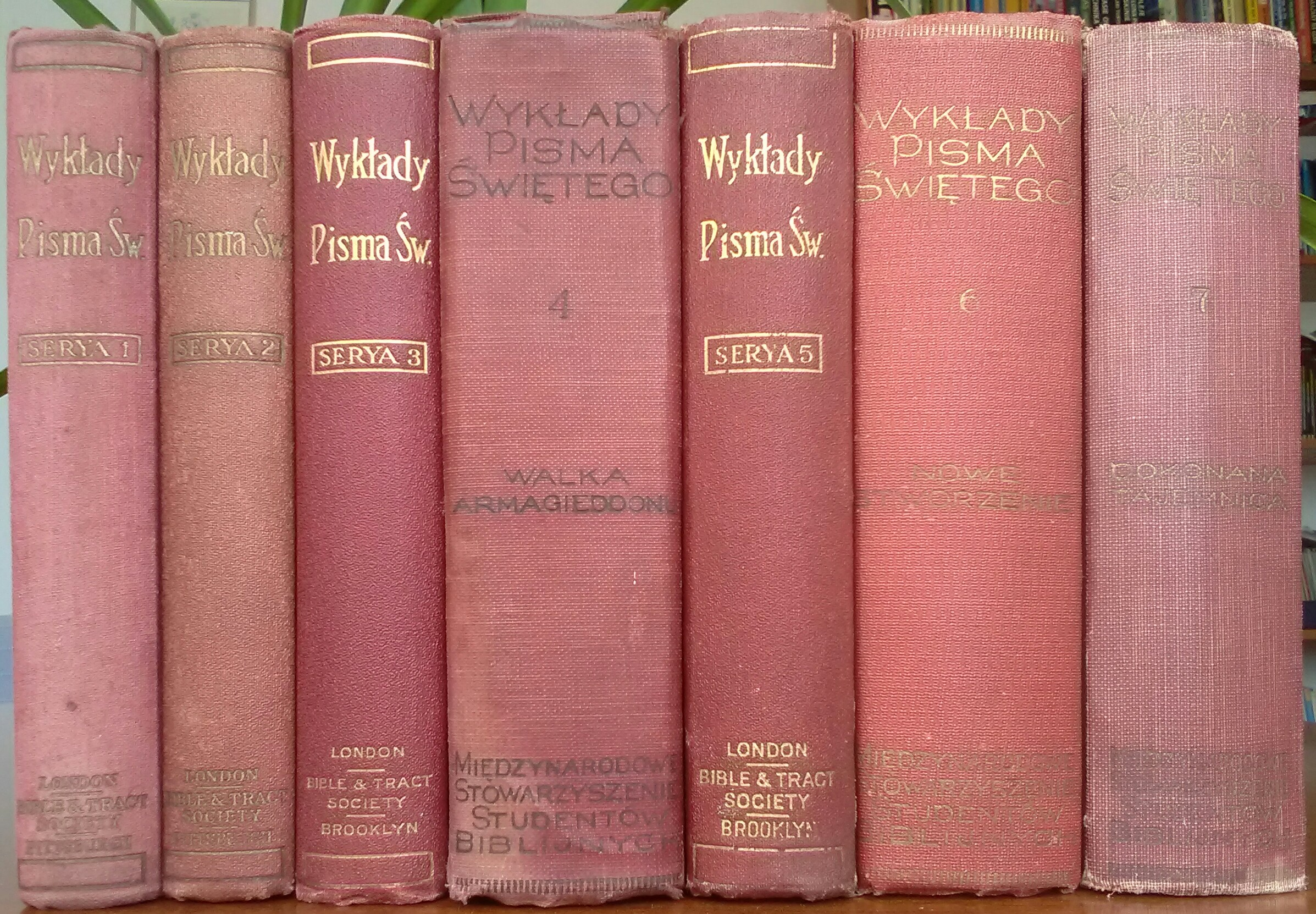
Wykłady Pisma Świętego, wraz z książką Dokonana tajemnica (wyd. 1886–1917)

Po śmierci Russella, w 1917 roku wydano siódmy tom Wykładów Pisma Świętego, pt. Dokonana tajemnica, oparty częściowo na nieopublikowanych wcześniej analizach biblijnej Księgi Objawienia (Apokalipsy) dokonanych przez Russella. Zainteresowanie nią było tak duże, że nakład wkrótce osiągnął 850 000 egzemplarzy. Publikacja między innymi potępiała zaangażowanie duchownych chrześcijaństwa w rekrutację żołnierzy walczących w pierwszej wojnie światowej. Książka wkrótce została zakazana w Kanadzie i w Stanach Zjednoczonych. Wzrastał też podsycany przez duchowieństwo sprzeciw wobec tego wyznania. W wyniku ostrej krytyki kleru zawartej w tej, jak i w innych książkach, począwszy od 1918 Europę i Amerykę Północną objęła fala ataków na wyznawców. 7 maja tego samego roku decyzją władz federalnych Stanów Zjednoczonych J.F. Rutherford i siedmiu jego współpracowników zostało aresztowanych i osadzonych w więzieniu federalnym w Atlancie w stanie Georgia.
Więzieni członkowie Towarzystwa Strażnica zostali zwolnieni 25 marca 1919 roku. W tym samym roku rozpoczęto wydawanie czasopisma The Golden Age („Złoty Wiek”, obecnie znane jako „Przebudźcie się!”).
Od 1912 wydawane są również publikacje dla niewidomych. W 19 językach publikacje Towarzystwa Strażnica są wydawane brajlem. W 1914 zrealizowano pierwszy 8-godzinny film „Fotodrama stworzenia”, który w tym samym roku obejrzało ponad 9 mln widzów w różnych częściach świata.
Od 1920 publikacje są drukowane w ich własnych drukarniach na świecie, w których pracują wolontariusze.
W 1934 zaczęto korzystać w działalności kaznodziejskiej ze specjalnie zaprojektowanych gramofonów i płyt z nagranymi publikacjami, tzw. kazaniami (92 różnych wykładów).
W czasie II wojny światowej i po jej zakończeniu publikacje te – z narażaniem życia – były przemycane do obozów koncentracyjnych, łagrów i więzień, często w formie zminiaturyzowanej lub jako mikrofilmy.
W różnych okresach były one w wielu krajach (a w kilku nadal są) zakazane przez władze, dlatego też Świadkowie Jehowy drukowali je w podziemiu (w latach 1950–1989 również w Polsce).
Po 1945 nastąpił znaczny wzrost nakładu i skala rozpowszechniania ich publikacji, co spowodowało duże zmiany technologiczne i organizacyjne w procesie produkcji.
W 1950 rozpoczęto wydawanie Pisma Świętego w Przekładzie Nowego Świata, a w następnych latach filmów, przezroczy, kaset magnetofonowych, płyt CD i DVD. W latach 50. XX w. zaczęto wydawać publikacje wielobarwne, z większą ilością ilustracji, a w latach 70. XX w. w technice offsetowej. Pod koniec lat 50. XX w. rozpoczęto publikowanie wydawnictw do nauki czytania i pisana w krajach, w których panuje analfabetyzm. Od 1960 wydawane są zaproszenia na Pamiątkę. W latach 70. XX w. skonstruowano system wielojęzycznego fotoskładu MEPS. W latach 90. XX w. rozpoczęto wydawanie publikacji w językach migowych, a następnie w formie elektronicznej (również w Internecie jako audiobooki).
Wiele publikacji osiąga nakład ponad 100 mln egz., w kilkuset językach. Niektóre są umieszczone w Księdze rekordów Guinnessa (Rekordy wydawnicze). Są one wydawane w ramach ogólnoświatowej działalności edukacyjnej, wspieranej dobrowolnymi datkami. Świadkowie Jehowy korzystają z nich w czasie działalności kaznodziejskiej, rozpowszechniając je nieodpłatnie w 240 krajach i terytoriach zależnych (liczba według podziału terytorialnego, jaki stosują w swych sprawozdaniach rocznych). Na ogół co miesiąc skupiają się na rozpowszechnianiu jednej lub kilku wybranych publikacji. Ich treść omawiają też na swoich spotkaniach religijnych – zwykle za pomocą pytań i odpowiedzi.
Tylko w ciągu minionej dekady łączny nakład wszystkich publikacji Świadków Jehowy wyniósł ponad 20 miliardów egzemplarzy. Każdego roku wydają ich prawie półtora miliarda egzemplarzy, a w samym tylko roku 2015 – 4,5 miliarda. Ich publikacje i filmy otrzymały liczne nagrody i dyplomy uznania na wystawach, festiwalach, konkursach oraz od stowarzyszeń pozarządowych i rządów kilku krajów (które korzystają z nich w programach edukacyjno-szkoleniowych).

### Historia w Polsce
Co najmniej od 1904 wydaje się publikacje w języku polskim; najpierw były to traktaty i ulotki. W latach 1907–1909 wydano szereg innych publikacji (m.in. skrócone wydanie pierwszego tomu Wykładów Pisma Świętego). Od 1915 wydawana jest „Strażnica”. W 1921 wydano po polsku nowy śpiewnik. Treść dyskusji podjętej i przegranej przez teologów jezuickich 10 sierpnia 1922 w Krakowie została wydana w formie broszury pt. „Bitwa na niebie” w nakładzie 10 000 egzemplarzy, nie licząc późniejszych dodruków.
Od 1925 po polsku zaczęło się ukazywać regularnie czasopismo „Złoty Wiek”. Do 1933 czasopismo to było drukowane w Szwajcarii i sprowadzane do Polski. Przez krótki czas „Złoty Wiek” był dostępny również w sprzedaży w kioskach ulicznych wraz z prasą światową i szeroko reklamowany na ulicach Warszawy i Łodzi. W 1929 dwóch arcybiskupów wystosowało petycję, wnoszącą o zakaz wydawania czasopisma „Złoty Wiek” w języku polskim. 24 października 1929 cofnięto debit pocztowy na jego sprowadzanie ze Szwajcarii. 22 stycznia 1930 ponownie zezwolono na sprowadzenie czasopisma i rozsyłanie go pocztą. Gdy w 1933 uniemożliwiono sprowadzanie „Złotego Wieku” ze Szwajcarii, zaczęto drukować czasopismo w Łodzi. Jednak gdy po licznych konfiskatach czasopisma doszło do zakazu publikacji czasopisma i skazania redaktora odpowiedzialnego, Augustyna Raczka na 15 miesięcy więzienia, w miejsce „Złotego Wieku”  1 października 1936 zaczęto w Warszawie wydawać czasopismo pod tytułem „Nowy Dzień”, które ukazywało się do samego wybuchu II wojny światowej. Redaktorem nowego czasopisma został Ludwik Kinicki.
W 1937 zakazano wydawania „Strażnicy”, którą zaczęto wydawać nieoficjalnie.
W czasie II wojny światowej ich wydawnictwa były powielane i dystrybuowane konspiracyjnie, co wiązało się z wysokim ryzykiem represji ze strony władz okupacyjnych. „Strażnica” była powielana lub przepisywana ręcznie. W KL Stutthof była tłumaczona przez Wilhelma Scheidera, gdy udawało się przemycić ją do obozu.
Po wojnie kontynuowano druk i dystrybucję literatury biblijnej. Na początku 1946 razem z pomocą humanitarną wysłano do Polski całe kartony Biblii, a nieco później tysiące egzemplarzy książki „Prawda was wyswobodzi” oraz 250 tysięcy egzemplarzy broszury „Religia zbiera wicher”.
20 lipca 1950 cofnięto debit pocztowy oraz zakazano rozpowszechniania czasopisma „Strażnica” (zob. czasopisma pozbawione debitu komunikacyjnego w PRL). 3 czerwca 1955 zakazano rozpowszechniania wszelkich wydawnictw Świadków Jehowy niezależnie od miejsca i daty wykonania. W czasie zakazu, tajne miejsca produkcji literatury nazywano „piekarniami”. Nadzór nad drukarniami sprawowali nadzorcy okręgów. Urządzano je w ustronnych miejscach, którymi często były stodoły, piwnice czy strychy. Osoby, które zostały przyłapane na tej działalności, trafiały do więzień. Pod koniec lat 50. XX w. zastosowano fotograficzne zmniejszanie rozmiaru stron, a w 1956 offsetowe powielacze typu rotaprint. W 1960 rozpoczęto w podziemiu również druk i oprawę książek. W latach 50. XX w. nakład powielanych czasopism wynosił około 30 tysięcy, w latach 80. XX w. wzrósł do 800 tysięcy egzemplarzy. W Polsce funkcjonowało około 10 takich drukarni, w każdej z nich pracowało 7–8 osób. Pomimo trwającego jeszcze zakazu działalności, w 1983 pozwolono polskim Świadkom Jehowy sprowadzić ze Stanów Zjednoczonych dziesiątki tysięcy egzemplarzy literatury biblijnej – pierwszą publikacją była w 1984 książka „Mój zbiór opowieści biblijnych” w nakładzie 60 tysięcy egzemplarzy. W 1985 sprowadzono książkę „Będziesz mógł żyć w raju na ziemi” oraz broszury „Oto wszystko nowe czynię” i „Imię Boże”. Aby ułatwić import publikacji i uprościć związane z tym procedury, Świadkowie Jehowy zarejestrowali 12 lutego 1985 spółkę pod nazwą „Strażnica – Wydawnictwo Wyznania Świadków Jehowy w Polsce”.
W połowie 1988 oficjalnie zezwolono na regularne sprowadzanie czterobarwnych wydań czasopism „Strażnica” i „Przebudźcie się!” na potrzeby działających wtedy w kraju około 84,5 tysiąca głosicieli.
W lipcu 1994 wydano w języku polskim Chrześcijańskich Pism Greckich w Przekładzie Nowego Świata (Nowy Testament), a w czerwcu 1997 cała Biblię – Pismo Święte w Przekładzie Nowego Świata. W sierpniu 2018 wydano zrewidowana edycje Pisma Świętego w Przekładzie Nowego Świata opartej na wydaniu angielskim z 2013. Do sierpnia 2018 Przekład Nowego Świata w języku polskim w różnych formatach opublikowano w nakładzie 1 828 521 egzemplarzy. Od lutego 2020 w języku polskim rozpoczęto udostępniać poszczególne księgi biblijne w wersji do studium.
W październiku 2014 Świadkowie Jehowy po raz pierwszy w Polsce brali udział w targach książki – „Międzynarodowych Targach Książki w Krakowie”, prezentując i udostępniając swoje bezpłatne publikacje biblijne. Prezentowali je również na krakowskich targach w 2015 i w 2016 w „20. Międzynarodowych Targach Książki w Krakowie”, w latach 2017-2019 we „Wrocławskich Targach Dobrych Książek” oraz w 2023 na „Poznańskich Targach Książki”.
W 2004 wydano pierwszą publikację w polskim języku migowym. W grudniu 2017 wydano Ewangelię według Mateusza w tym języku (do 2021 udostępniono kolejne księgi biblijne, do Księgi Objawienia). 19 czerwca 2022 wydano Chrześcijańskie Pisma Greckie w Przekładzie Nowego Świata w polskim języku migowym, jako pierwszy Nowy Testament w tym języku w Polsce. W lipcu 2014 oprócz już działającej oficjalnej strony internetowej Świadków Jehowy jw.org w języku polskim, uruchomiono ją również w polskim języku migowym. Od listopada 2015 roku „Strażnica” jest dostępna w polskim języku migowym.
Od lutego 2014 w polskim alfabecie Braille’a dostępna jest „Strażnica”, a od lipca 2014 rozpoczęto wydawanie kolejnych publikacji Świadków Jehowy w tym alfabecie. W 2015 wydano pierwsze publikacje Świadków Jehowy w języku kaszubskim, po śląsku (w gwarze cieszyńskiej) oraz w dialekcie języka romskiego, używanym przez polskich Romów (Polska Roma).

## Finansowanie publikacji
Finansowanie wydawania publikacji Świadków Jehowy ewoluowało wraz z rozwojem działalności tej społeczności religijnej. Od samego początku działalność wydawnicza nie była nastawiona na zysk. Koszty druku i dystrybucji publikacji pokrywano głównie z datków wiernych. Przyjmowano też datki od osób, którym udostępniano publikacje biblijne. Z czasem pewne szczegóły dotyczące finansowania ulegały zmianie, na przykład od 1990 roku wszystkie te publikacje rozpowszechniane są nieodpłatnie, bez podawania sugerowanej kwoty pokrywającej koszt ich wydania. Niemniej stale źródłem finansowania są dobrowolne datki członków wyznania, a także składane przez inne osoby, w tym doceniające tę działalność i wydawane w jej ramach publikacje biblijne. Niski koszt wydawania zapewnia praca niepłatnych ochotników. Towarzystwo Strażnica nie pokrywa też kosztów przejazdów głosicieli rozpowszechniających publikacje biblijne, ale każdy głosiciel pokrywa je z własnej kieszeni. Większość datków, według oceny Towarzystwa Strażnica, pochodzi od osób niezamożnych.
Początki działalności
W pierwszych latach działalności Badaczy Pisma Świętego, będących poprzednikami Świadków Jehowy, niewątpliwie znaczny był wkład finansowy samego lidera ruchu Badaczy Pisma Świętego, Charlesa Taze’a Russella, który ofiarował na ten cel cały swój majątek. Sprzedał on swoją część udziałów w rodzinnej firmie handlującej odzieżą, by wesprzeć wydawanie publikacji biblijnych. Z jego funduszy finansowane było wydawanie pierwszych publikacji Badaczy. Sfinansował on wznowienie wydawania czasopisma "Zwiastun Poranka", gdy współpracował z Nelsonem Barbourem. Później on sam był zarówno wydawcą, jak też redaktorem czasopisma Strażnica. Na pokrycie kosztów druku i dystrybucji przyjmowano datki od wiernych oraz określone kwoty za udostępniane publikacje biblijne. Przez wiele lat na okładkach publikacji podawano sugerowaną kwotę datku, która miała pokryć koszty produkcji, jednak udostępnienie literatury nie było uzależnione od wniesienia tej kwoty. Wielu wypadkach, gdy osoby zainteresowane treścią publikacji nie miały środków na pokrycie ich kosztu, pokrywali je sami głosiciele.
Prenumeraty czasopism
Do lat 90. XX wieku czasopisma wydawane przez Świadków Jehowy, takie jak „Strażnica” i „Przebudźcie się!”, można było zamówić na zasadzie prenumeraty. Sugerowana kwota za prenumeratę obejmowała jedynie koszty produkcji i wysyłki. W 1879 roku koszt rocznej prenumeraty Strażnicy określono na 50 centów. W roku 1990 zaprzestano proponowania czytelnikom płatnych prenumerat oraz sugerowania datku 25 centów za pojedynczy egzemplarz czasopisma.
Fundusz Traktatowy Strażnicy
Co najmniej od początków XX wieku do roku 1915 wydawanie traktatów, rozpowszechnianych nieodpłatnie w wielkim nakładzie finansowano przez dobrowolne ofiary poszczególnych członków wyznania gromadzone na Funduszu Traktatowym Strażnicy. W samym tylko 1915 roku było to 50 milionów traktatów w około 30 językach. Z funduszu tego finansowano także koszt prenumerat czasopisma „Strażnica” dla osób, których nie stać było na opłacanie prenumeraty, oraz koszt wydania broszurowego wydania Wykładów Pisma Świętego i bezpłatnie rozpowszechnianych egzemplarzy „Strażnicy”.
Finansowanie w skali ogólnoświatowej
Wyznawców w niektórych krajach nie stać jest na pokrycie kosztów literatury drukowanej na potrzeby danego kraju. W takim wypadku koszt literatury dla danego kraju w jakimś stopniu pokrywają datki współwyznawców z innych, bogatszych krajów. Finansowe wsparcie z zagranicy w razie potrzeby obejmuje też środki na budowę pomieszczeń biur związanych z prowadzoną działalnością lub drukarni mających drukować publikacje potrzebne na danym teranie.
Zmiana modelu finansowania
W 1990 roku zaprzestano podawania sugerowanych kwot datków za publikacje. Zmiana ta miała na celu uniknięcie zarzutów natury podatkowej związanych z określaniem ceny za literaturę, co mogło być traktowane jako działalność komercyjna. Od tego momentu literatura ta jest dostępna na zasadzie całkowicie dobrowolnych datków.
Obecny model finansowania
Obecnie wydawanie publikacji Świadków Jehowy jest finansowane wyłącznie z dobrowolnych datków składanych przez członków wyznania i sympatyków. Dlatego też ich serwis internetowy jw.org i publikacje nie zawierają żadnych reklam. Datki są wykorzystywane nie tylko na wydawanie Biblii i literatury biblijnej, ale także na inne cele związane z prowadzoną działalnością religijną, w tym pomoc humanitarną. Duża część prac związanych z funkcjonowaniem biur Towarzystwa Strażnica, biur tłumaczeń oraz wydawaniem publikacji wykonywana jest przez niepłatnych ochotników, co pozwala obniżyć koszty. Przyjmowane są też dary rzeczowe ofiarowywane przez wyznawców. Za przekazywane ofiary Towarzystwo Strażnica listownie dziękuje ofiarodawcom.

## Czasopisma
Wszystkie czasopisma oprócz wydań papierowych, są dostępne też w formie elektronicznej: online (HTML, PDF, EPUB, MOBI, RTF, BRL, DAISY) oraz wersji wizualnych (DVD) w językach migowych i wersji offline. Dostępne są także w darmowych aplikacjach dla urządzeń cyfrowych i stacjonarnych JW Library oraz JW Library Sign Language.
- Strażnica Zwiastująca Królestwo Jehowy – miesięcznik publikowany od 1879. Ukazuje się w 444 językach (wydania specjalne w ponad 780 językach[80]) i jest wydawanym w największym nakładzie w świecie (przeciętny nakład wydania do rozpowszechniania 21 734 000 egzemplarzy)[e]. „Strażnica” ukazuje się w dwóch wydaniach: „do rozpowszechniania” – przeznaczone do działalności ewangelizacyjnej oraz „wydanie do studium” z artykułami do studiowania na zebraniach przeprowadzanych w weekend. „Strażnica” koncentruje się na tematach związanych z religią.
- Przebudźcie się! – czasopismo ukazujące się trzy razy w roku, o charakterze religijno-popularnonaukowym. Jest drugim czasopismem, po „Strażnicy Zwiastującej Królestwo Jehowy”, pod względem nakładu czasopismem w świecie, osiągając przeciętny nakład 16 265 000 egzemplarzy. „Przebudźcie się!” jest wydawane w 252 językach[e].
- Nasza Służba Królestwa – miesięcznik dla Świadków Jehowy, wydawany w latach 1956–2015. Wcześniej ukazywały się periodyki o podobnej tematyce – „Biuletyn” (wydawany w latach 1919–1935), „Instruktor” (1935–1936), „Informator” (1936–1956)[81]. Od stycznia 2016 „Naszą Służbę Królestwa” zastąpił miesięcznik Chrześcijańskie życie i służba – program zebrań[82] – 16–stronicowy dwumiesięcznik (od stycznia 2016 do grudnia 2020 jako 8-stronicowy miesięcznik) dla Świadków Jehowy, zawierający wskazówki do działalności ewangelizacyjnej i program zebrań chrześcijańskich organizowanych w tygodniu (nie w weekend)[83].

## Biblie

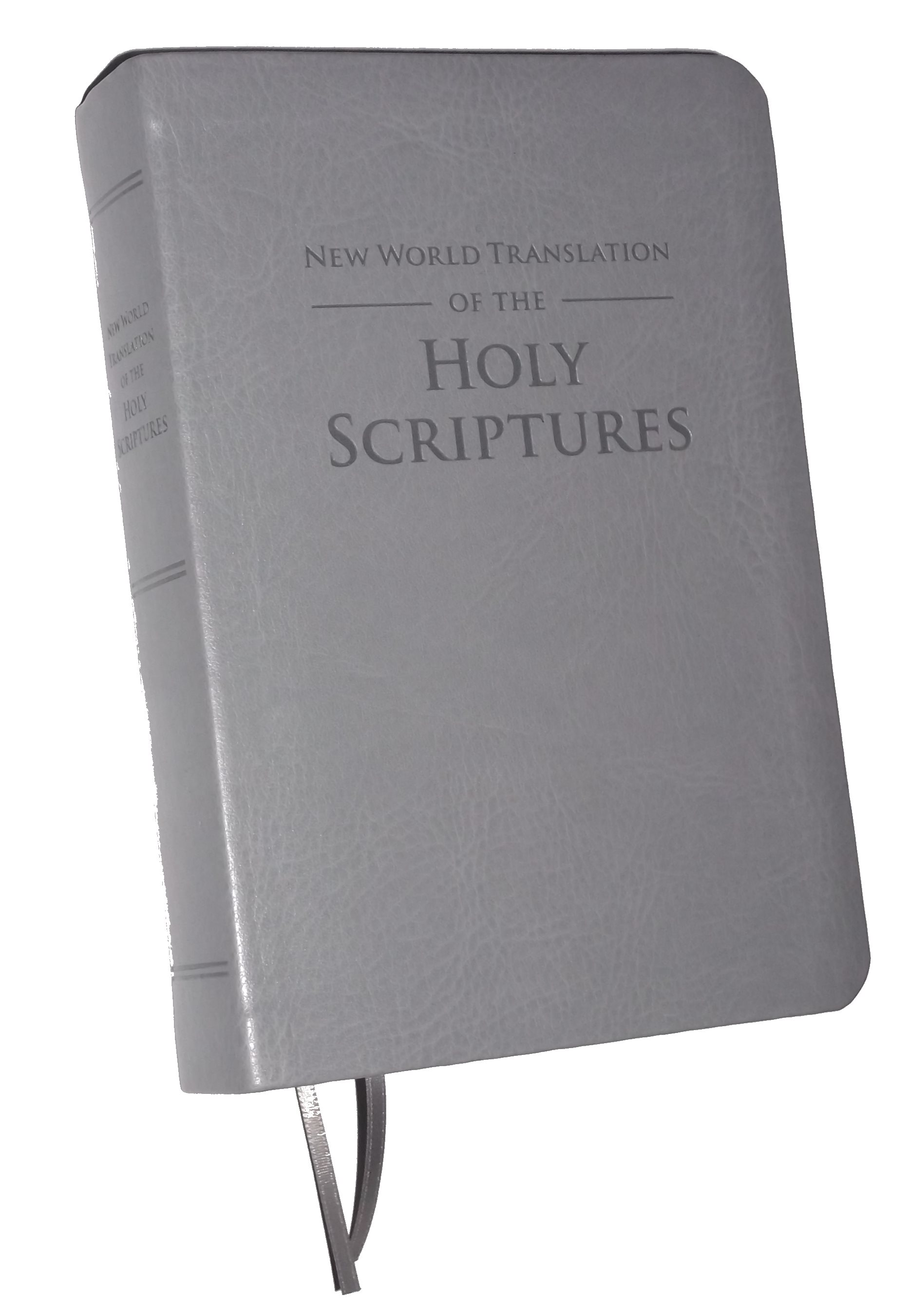
Pismo Święte w Przekładzie Nowego Świata, ukazało się do tej pory w nakładzie ponad 250 milionów egzemplarzy w przeszło 300 językach

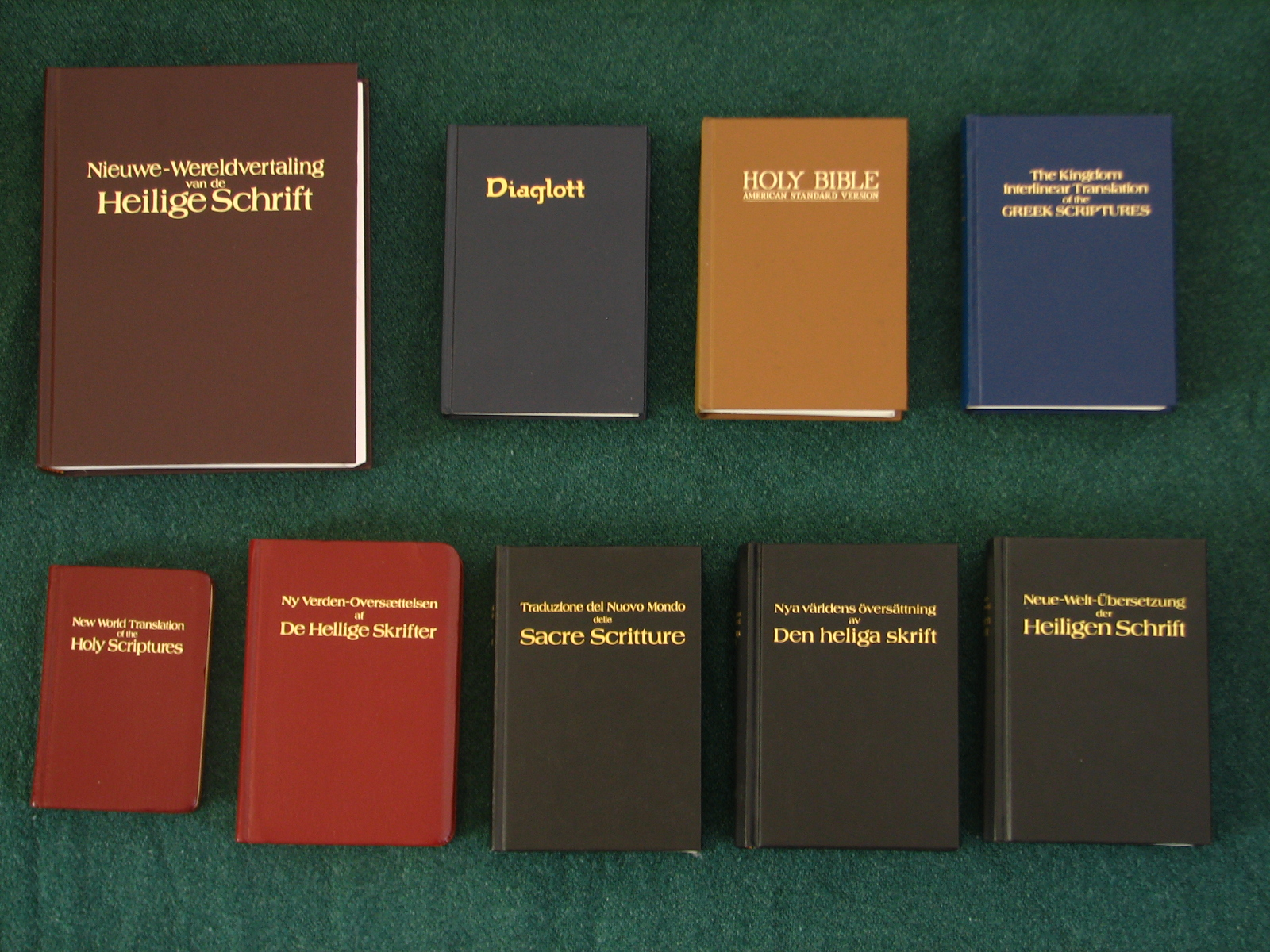
Różne edycje Przekładu Nowego Świata (wydanie dużym drukiem, kieszonkowe, standardowe), The Emphatic Diaglott, Przekład Międzywierszowy Królestwa oraz American Standard Version)

Świadkowie Jehowy dużą wagę przywiązują do Pisma Świętego; publikowali wiele jego przekładów, wieloma posługiwali się także w argumentacji głoszonych przez siebie nauk (w Polsce posługiwali się najczęściej katolicką Biblią Tysiąclecia wyd. 1., 2. i 3., pomijając księgi deuterokanoniczne Starego Testamentu, zawierającą w Starym Testamencie imię Boże Jahwe oraz Biblią warszawską). Wraz z wydaniem w 1997 w j. polskim własnego przekładu Biblii, Przekładu Nowego Świata, stał się on dominującym tłumaczeniem używanym na zebraniach religijnych i podczas działalności kaznodziejskiej.
W serwisie jw.org oprócz Pisma Świętego w Przekładzie Nowego Świata (w przeszło 300 językach) udostępniają także 12 innych przekładów biblijnych w 7 językach, a w darmowej aplikacji JW Library setki przekładów w ponad 350 językach.
Przekłady wydane nakładem Towarzystwa Strażnica (większość pozycji wydana na zasadzie wykupu licencji):
- Pismo Święte w Przekładzie Nowego Świata – dokonany przez Komitet Przekładu Biblii Nowego Świata, wykorzystywany przez Świadków Jehowy. Dokonano go bezpośrednio z j. hebrajskiego, aramejskiego i greckiego na współczesny j. angielski. Wydania w innych językach oparte są na przekładzie angielskim, z uwzględnieniem języków oryginału. Dotychczasowy nakład – ponad 250 milionów egz. w przeszło 300 językach w całości lub w częściach[86]. Wydany w j. angielskim w latach 1950–1960 (rewizje: 1961, 1970, 1971, 1984, 2013), wydanie polskie w 1994 (Chrześcijańskie Pisma Greckie) w 1997 – cała Biblia, wersja zrewidowana – 2018. Dostępne są wydania odbite dużym drukiem, standardowe, kieszonkowe, do studium[87], z przypisami, w wersjach audio (kasety magnetofonowe, CD, pliki MP3, EPUB, MOBI), w j. migowych (VHS, DVD), wydane jako programy komputerowe (dyskietki 3 1/2”, CD, MP3, DVD), online (wersja audio i tekstowa) oraz alfabetem Braille’a. Od 2013 przekład ten dostępny jest w darmowych aplikacjach dla urządzeń cyfrowych i stacjonarnych JW Library oraz JW Library Sign Language.
  - Chrześcijańskie Pisma Greckie w Przekładzie Nowego Świata – tzw. Nowy Testament w Przekładzie Nowego Świata wydane w j. ang. w 1950, a w j. polskim w 1994.
  - Biblia – Ewangelia według Mateusza – przedruk Ewangelii Mateusza z Przekładu Nowego Świata, wydany w jęz. japońskim w 2013. W przeciwieństwie do większości publikacji Świadków Jehowy w j. japońskim publikacja ta ma pionowy układ znaków, jest przeznaczona dla Japończyków, którzy dotychczas mieli niewielką styczność z Pismem Świętym[88].
- The Kingdom Interlinear Translation of the Greek Scriptures (Pisma Greckie w międzywierszowym przekładzie Królestwa) – angielskojęz. z 1969, na każdej stronie lewa szpalta zawiera tekst grecki The New Testament in the Original Greek opracowany przez B.F. Westcotta i F.J.A. Horta, pod którym umieszczono linia w linię dosłowne tłumaczenie na j. angielski. W wąskiej prawej szpalcie znajduje się tekst Pisma Świętego w Przekładzie Nowego Świata, w 1985 wydano zrewidowaną edycję. Od 2013 przekład ten dostępny jest w darmowej aplikacji JW Library oraz w Bibliotece Internetowej Strażnicy.
- Biblia magdeburska (niem.  Magdeburger Bibel) – pierwszy przekład Biblii opracowany przez Świadków Jehowy i wydany w latach 1934–1935 przez niemiecki Oddział Towarzystwa Strażnica. Nazwa pochodzi od miejsca wydania, w Magdeburgu mieściło się Biuro Oddziału i drukarnia Towarzystwa Strażnica. Biblia magdeburska nie jest kompilacją innych przekładów, wydanych wcześniej w języku niemieckim lecz samodzielnym tłumaczeniem, pierwszym przekładem dokonanym przez Świadków Jehowy. W tekście wielokrotnie zawiera ona imię Boże w formie „Jehovas”. Była drukowana i oprawiana w trakcie zakazu działalności Świadków Jehowy w Niemczech, a do dystrybucji trafiła tylko niewielka część wydrukowanego nakładu[89].
- „New Testament” Josepha B. Rotherhmana, wyd. II z 1864 (The New Testament Newly Translated and Critically Emphasised) – angielskojęz. przekład Josepha B. Rotherhama wydany w 1890. Tow. Strażnica uzyskało zgodę na opublikowanie w Stanach Zjednoczonych drugiego wydania tego przekładu Nowego Testamentu. Dostępny jest w darmowej aplikacji JW Library oraz online na jw.org[90].
- Biblia paralelna Holmana – z pomocami do berejskiego badania Pisma Świętego (ang. Holman Linear Parallel Edition) – angielskojęz. Tow. Strażnica w 1902 nabyło prawo do jego wydawania i rozpowszechniania. Zawiera materiał pomocniczy opracowany przez Tow. Strażnica. Wydanie zawiera dwa przekłady – w miejscach, gdzie występują różnice, pod tekstem Biblii króla Jakuba zamieszczono brzmienie ze zrewidowanej wersji tego tłumaczenia (Revised Version). Na szerokich marginesach podano odsyłacze do publikacji Tow. Strażnica. W aneksie zamieszczono zarówno skorowidz przedmiotowy, jak i skorowidz do serii zatytułowanej Brzask Tysiąclecia (znane potem pod nazwą Wykłady Pisma Świętego), a także do dwóch broszur oraz do „Strażnicy” z lat 1879–1901.
- Biblia berejska, (inne nazwy Biblia Towarzystwa Strażnica, Biblia króla Jakuba z pomocami do badań berejskich) – angielskojęz. w opracowaniu Tow. Strażnica z 1907, dołączono do niej dodatek z objaśnieniem wersetów biblijnych oraz odsyłacze do publikacji Tow. Strażnica.
- The Emphatic Diaglott – angielskojęz. Nowy Testament (Chrześcijańskie Pisma Greckie) opracowany w 1864 przez tłumacza Biblii Benjamina Wilsona. Zamieścił on w nim tekst grecki Griesbacha (wydanie z lat 1796–1806) oraz międzywierszowy dosłowny przekład na j. angielski, a w prawej szpalcie własne tłumaczenie. Tow. Strażnica w 1902 zakupione formy drukowe otrzymało w darze wraz z prawem do wyłącznego wydawania i dystrybucji. Następny nakład udostępniono w 1903. W grudniu 1926 wydano go po raz drugi (tym razem druk odbywał się we własnej drukarni). Do 1993 wydrukowano 427 924 egz.
- Biblia króla Jakuba – angielskojęz. z przypisami na marginesie oraz z konkordancją w opracowaniu Tow. Strażnica z 1942. Drukowano ją na maszynie rotacyjnej zwojowej, czego nie podjął się wcześniej żaden inny wydawca Biblii. Wydrukowano ogółem prawie 2 mln egz.[91] Dostępny jest w darmowej aplikacji JW Library oraz online na jw.org.
- American Standard Version (Biblia w amerykańskim przekładzie standardowym) – angielskojęz. opublikowany w 1901 nakładem firmy Thomas Nelson & Sons. W 1944 Tow. Strażnica otrzymało prawa do wydawania i opublikowało go w nakładzie 1 039 482 egz. (1992). Charakteryzuje się m.in. tym, iż oddaje imię Boże w formie Jehowa (ang. Jehovah) w 6823 miejscach. Wydanie z 1944 zawiera na końcu rozszerzoną Konkordancję słów, nazw i wyrażeń biblijnych. W 1958 opublikowano wersję w formacie kieszonkowym. Dostępny jest w darmowej aplikacji JW Library oraz online na jw.org
- The Bible in Living English (Biblia w żywej angielszczyźnie) – angielskojęz. w tłumaczeniu Stevena T. Byingtona. W 1957 Tow. Strażnica otrzymało prawa do wydawania go, a opublikowany został w 1972. Charakteryzuje się tym, iż oddaje imię Boże w formie Jehowa. Dostępny jest w darmowej aplikacji JW Library oraz online na jw.org.
- Biblia Makarego – w języku rosyjskim, dokonany przez archimandrytę Makarego i Gierasima Pietrowicza Pawskiego. Wydany przez Tow. Strażnica w 1997. Wykorzystywany przez rosyjskojęz. Świadków Jehowy. Nakład blisko 300 tys. egz.[92] Dostępny jest w darmowej aplikacji JW Library oraz online na jw.org.

## Książki
Podręczniki do prowadzenia studiów biblijnych
- Harfa Boża (ang. The Harp of God) – 382 s., 1921, 36 jęz., nakład 5 800 000 egz., przeznaczona głównie dla początkujących zainteresowanych, pierwsza publikacja wydrukowana we własnej drukarni.

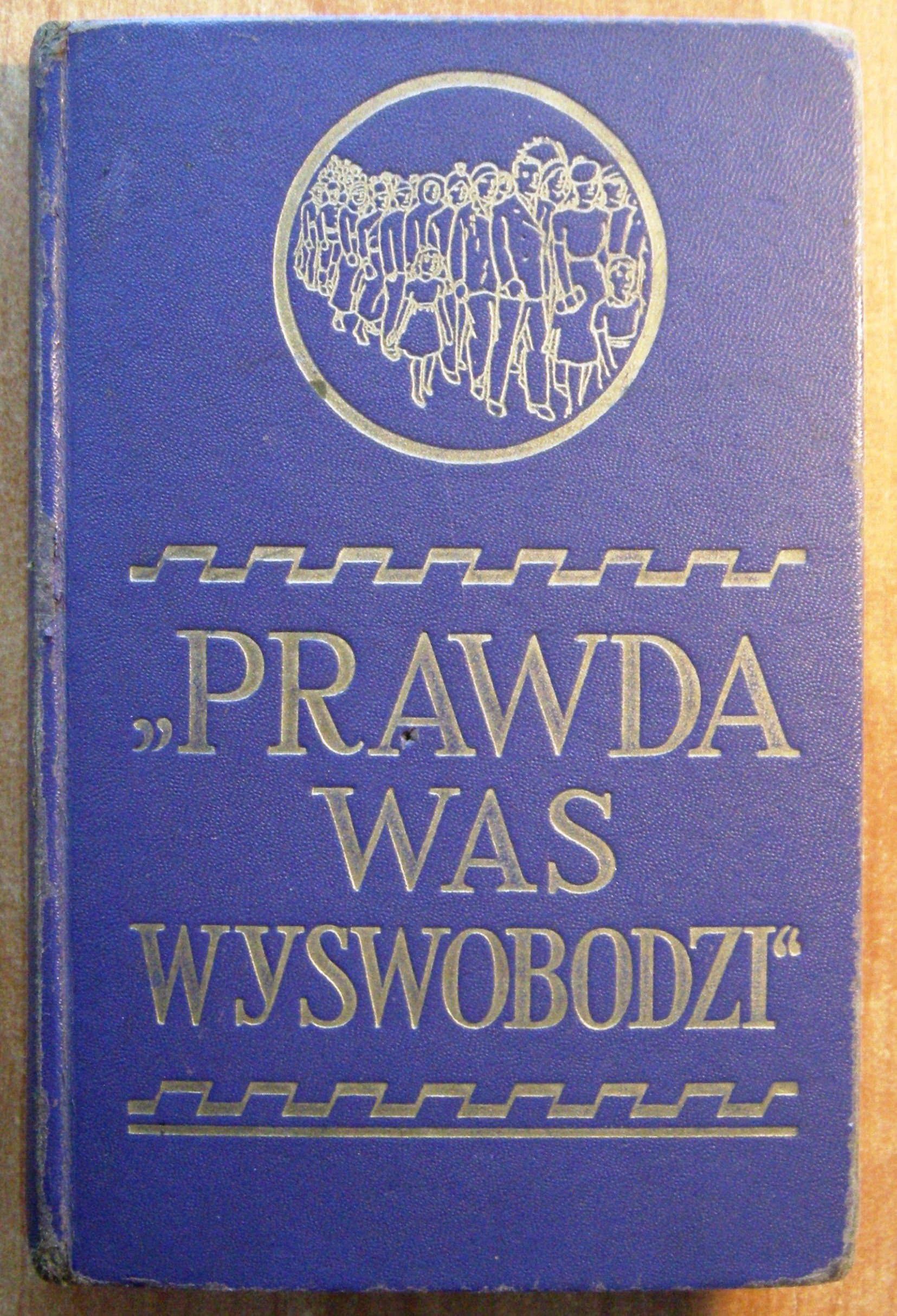
„Prawda was wyswobodzi”

- „Prawda was wyswobodzi” (ang. „The Truth Shall Make You Free”) – 384 s., 1943. Tytuł to cytat z Jn 8:32: „I poznacie prawdę, a prawda was wyswobodzi” (BW). Zdaniem wydawcy – „zawiera kolorowe ilustracje, które ilustrują historię siedmiu tysięcy lat – począwszy od stworzenia Ziemi, która została stworzona dla wolnych ludzi, prowadzi przez wykonanie cudownych zamiarów Bożych, aż do wygrania walki o wolność przez Rząd Nowego Świata; wiele tekstów Pisma Świętego (wszystkie podane w indeksie) i autentyczne fakty popierają tę prawdę; oraz wskazówki pouczające, w jaki sposób badać tę książkę”. 30 rozdz., w 1943 opublikowano do niej broszurę z pytaniami. W latach II wojny światowej i po jej zakończeniu Świadkowie Jehowy studiowali ją z ludźmi zainteresowanymi ich działalnością w czasie tzw. studiów biblijnych[93].
- „Niech Bóg będzie prawdziwy” (ang. „Let God Be True”) – 320 s., 1946, zrew. 1952, 56 jęz., nakład 18 400 000 egz. Podzielona została na sześć głównych części. W latach 1946–1968 Świadkowie Jehowy posługiwali się nią w czasie prowadzenia tzw. domowych studiów biblijnych, przyczyniło się to do wzrostu ich szeregów w tym okresie o ponad 900 tys. nowych głosicieli. 24 rozdz. (27 rozdz. – zrew.)[94][95][96].
- Prawda, która prowadzi do życia wiecznego (ang. The Truth That Leads to Eternal Life) – 192 s., 1968, zrew. 1981 (ang),  120 jęz., nakład 107 300 000 egz., też online[97], wymieniona w Księdze rekordów Guinnessa pod hasłem Rekordy wydawnicze, w latach 1968–1982 podręcznik do studiów biblijnych.
- Będziesz mógł żyć wiecznie w raju na ziemi (ang. You Can Live Forever in Paradise on Earth) – 256 s., 1982 (pol. 1984) (zrew. 1989), 132 jęz. (też wyd. brajl.; j. migowych – VHS; audio na kas. magnetof.; elektr. – CD (WL); online[98], mały i duży format). Nakład: ponad 85 mln egz. Ok. 150 ilustracji. Została wydana z myślą o prowadzeniu przez Świadków Jehowy na jej podstawie tzw. studiów biblijnych (do 1995). 30 rozdz. omawia podstawowe nauki Biblii, które głoszą Świadkowie Jehowy. Każdy rozdz. podzielony jest na krótsze fragmenty, do których zamieszczono pytania. ISBN 83-903551-1-6.
- Wiedza, która prowadzi do życia wiecznego (ang. Knowledge That Leads to Everlasting Life) – 192 s., 1995, 167 jęz. (też wyd. brajl.; j. mig. – VHS; audio – kas. magnetof.; dużym druk.; elektron. – CD (WL), online[99]), nakład 100 944 355 egz. ISBN 83-903551-1-6. Ilustr. podręcznik został wydany z myślą o prowadzeniu przez głosicieli Świadków Jehowy na jego podstawie tzw. studiach biblijnych i Świadkowie Jehowy czynili to za jego pomocą do 2005. 19 rozdz. omawia podstawowe nauki Biblii, które głoszą Świadkowie Jehowy. Każdy rozdz. podzielony jest na krótsze fragmenty, do których zamieszczono pytania, na końcu każdego z rozdziałów zamieszczono ramkę Sprawdź, co już wiesz wraz z dodatkowymi pytaniami. Wersety biblijne przytoczono z 7 różnych przekładów biblijnych.
- Czego naprawdę uczy Biblia? (ang. What Does the Bible Really Teach?) – 224 s., 2005,  zrew. 2014, 294 jęz., nakład 299 000 000 egz., też wyd: 15 brajlowskich; 10 j. migowego (VHS, CD); audio (CD); elektron. – CD (WL); duży druk; online[100] (audiobook; w PDF; EPUB, MOBI, HTML); IBS; JWL. 19 rozdz i dodatek. Była to podstawowa pomoc do studiowania Biblii, z której Świadkowie Jehowy korzystają przy prowadzeniu studiów biblijnych. W 2019 została zastąpiona podręcznikiem Czego nas uczy Biblia?. Do 2018 była też używana w czasie zebrania Chrześcijańskie życie i służba – w części Ulepszajmy swą służbę (ISBN 83-86930-79-9)[101].
- Czego nas uczy Biblia? (ang. What Can the Bible Teach Us?) – 224 s., 2015 (pol. 2018), kolorowo ilustrowana, ponad 370 jęz. też w wers. elektr., online[102] (JWL; EBUP, MOBI, PDF, HTLM;WL, audiobook, IBS), także w j. migowych i w alfabecie Braille’a (również w polskim); 19 rozdz., uproszczona wersja podręcznika Czego naprawdę uczy Biblia?; z której do 2021 roku Świadkowie Jehowy korzystali przy prowadzeniu studiów biblijnych w 240 krajach. Zastąpiony został podręcznikiem Już zawsze ciesz się życiem! – interaktywny kurs biblijny. Do maja 2021 używany też w czasie zebrania Chrześcijańskie życie i służba – w części Ulepszajmy swą służbę. Nakład 61 mln egz.
- Już zawsze ciesz się życiem! – interaktywny kurs biblijny (ang. Enjoy Life Forever! – An Interactive Bible Course) – 256 s., 2021, ponad 600 kolor. ilustr., też wyd. online, (JWL;IBS; EBUP, MOBI, PDF, HTLM, DAISY, audiobook, video; WL), także w j. migowych i w alfabecie Braille’a (również w polskim); zawiera ponad 200 filmów, 840 linków i 62 kodów QR[103], zatwierdzonych 710 jęz., 60 lekcji, pomoc do studiowania Biblii, z której Świadkowie Jehowy korzystają przy prowadzeniu bezpłatnego interaktywnego kursu biblijnego w 240 krajach[104][105]. Zastąpił podręczniki Czego nas uczy Biblia? i Zawsze bądź przy Jehowie!. Elektroniczna wersja książki zawiera linki do ponad 200 filmów. Tytuł oparty jest na wersecie z Ps 22:26. Każda lekcja podzielona jest na 3 części (1. Pytania i kluczowe wersety; 2. Wniknij w temat; 3. Sprawdź czy pamiętasz). Od czerwca 2021 używana też w czasie zebrania Chrześcijańskie życie i służba – w części Ulepszajmy swą służbę, a od kwietnia 2022 do października 2023 analizowana na zebraniach zborowych (w punkcie Zborowe studium Biblii).

Książki do kontynuowania zaawansowanego studium biblijnego
- Zjednoczeni w oddawaniu czci jedynemu prawdziwemu Bogu (ang. United in Worship of the Only True God) – 192 s., ilustr., 1983 (pol. 1984, aktualna wersja 4-barwna – 1989; też wyd. brajl.; elektr. – CD (WL), online[106]). 24 rozdz., w których zamieszczono do poszczególnych fragmentów pytania, zamieszczono też w ramce pytania do powtórki. Jak przyznają wydawcy ma ułatwić poszerzenie i pogłębienie zrozumienia Słowa Bożego oraz pełniejsze stosowanie go w życiu. Omawia aspekty życia przez pryzmat nauk i rad biblijnych. Do 2000 była dodatkowym podręcznikiem dla osób, które chciały zostać Świadkami Jehowy.
- Oddawaj cześć jedynemu prawdziwemu Bogu (ang. Worship the Only True God) – 192 s., 2002, 158 jęz. (też wyd. brajl.; dużym druk.; elektron. – CD (WL)); IBS; online[107] (HTML, PDF); nakład 23 970 207 egz. ISBN 83-86930-56-X. Zdaniem wydawców – „ma pobudzić do głębszego studiowania Biblii oraz zawartych tam rad i zasad, a także zastosowanie ich w konkretnych sytuacjach życia codziennego”. 21 rozdz., w których podano teksty biblijne oraz zamieszczono pytania do analizy.
- „Trwajcie w miłości Bożej” – (ang. „Keep Yourselves in God’s Love”) – 224 s., 2008, kolor. ilustr. (ISBN 83-86930-95-0), 122 jęz. (też wyd. brajl.; online[108] (HTML, PDF, audio) i elektr. – CD (WL); IBS; JWL). Do 2019 roku był to drugi (uzupełniający) podręcznik do omówienia z osobami, które chcą zostać ochrzczonymi Świadkami Jehowy, zastąpiony został podręcznikiem Zawsze bądź blisko Jehowy.
- Zawsze bądź blisko Jehowy (ang. How to Remain in God's Love) – 256 s., 2017, pol. 2019, kolor. ilustr. (ISBN 83-86930-95-0), ponad 130 jęz., też wyd. brajl. (również w polskim); online[109] (HTML, PDF) i elektr. – CD (WL); IBS; JWL, audiobook oraz w wyd. dużym drukiem). Do 2021 roku był to drugi (uzupełniający) podręcznik do omówienia z osobami, które chcą zostać ochrzczonymi Świadkami Jehowy. Zrewidowana uproszczona wersja książki Trwajcie w miłości Bożej.

Książki dla małżeństw
- Droga do szczęścia w życiu rodzinnym (ang. Making Your Family Life Happy) – 192 s., 1978 (pol. 1983), w 61 jęz. (też wyd. elektr. – CD (WL), online[110]). Nakład: ponad 18 mln egz. 14 rozdz., na które składają się krótsze fragmenty tekstu, do których zadano pytania. Zdaniem wydawców ma wykazać, że wszystko przemawia za tym, aby wierzyć w powodzenie związku rodzinnego. Kieruje ona uwagę czytelnika na biblijne źródło rad.
- Tajemnica szczęścia rodzinnego (ang. The Secret of Family Happiness) – 192 s., 1996, 116 jęz. (też wyd. j. mig.; na kas. magnetof.; VHS; online[111] (PDF, EPUB, MOBI); elektron. – CD (WL) i MP3). Kolor. ilustr., 16 rozdz. zawiera biblijne rady dotyczące rodziny. Jak zapewniają wydawcy, „zachęca do bliższego zbadania, jak Biblia może pomóc współczesnej rodzinie 'wyprostować' ścieżki i radzić sobie z presją i kłopotami”. Każdy rozdz. jest podzielony na mniejsze fragmenty, do których zadano pytania. Na końcu (w ramce) podano zasady biblijne omówione w danym rozdz.

Książki dla dzieci i młodzieży
- Droga do raju (ang. The Way to Paradise) – 256 s., 1924, 12 rozdz. Zawiera skrót informacji: stworzenie świata, ogród Eden, władca królestwa, przyszły raj. Przeznaczona głównie do nauki dzieci, które w tym czasie były wyrzucane ze szkół z powodu przynależności do tego wyznania. Zawiera przedmowę J. Rutherforda[112].
- Od raju utraconego do raju odzyskanego (ang. From Paradise Lost To Paradise Regained) – 256 s., ang. – 1958; pol. – 1960, ilustr. (ponad 100 ilustr.) podręcznik do studium z dziećmi, 30 rozdz[113]. Motto: „Zaprawdę powiadam ci dziś: Będziesz ze mną w raju” (Łk 23:43).
- Przysłuchiwanie się Wielkiemu Nauczycielowi (ang. Listening to the Great Teacher) – 192 s., 1971 (pol. 1989), 70 jęz. (też wyd. kas. magnetof.; elektr. – CD (WL), online[114]). Nakład ponad 30 mln egz. Przeznaczona dla najmłodszych. „Głównym jej zadaniem jest wpojenie dzieciom wzniosłych norm moralnych podanych w Biblii”. Opisuje ona biblijne rady i przykłady Jezusa Chrystusa.
- Twoja młodość – korzystaj z niej jak najlepiej (ang. Your Youth – Getting the Best Out of It) – 192 s., 1976 (ang.) (pol. 1979), w 41 jęz. (też wyd. elektr. – CD (WL), online[115]). Nakład ponad 21 mln egz. 24 rozdz., do których zamieszczono szereg pytań. Odpowiada na pytania młodzieży w oparciu o zasady i rady biblijne. Wydano ją – jak sami wydawcy zauważają – aby była pomocą w znajdowaniu możliwości rozwiązywania problemów młodzieży.
- Mój zbiór opowieści biblijnych (ang. My Book of Bible Stories, pol. 1981; ang. 1978; zrew. 2005) – 256 s., ok. 120 kolor. ilustr., 217 jęz. Online[116] (HTML, MP3, PDF, audio); j. migowych – VHS; audio na kas. magnetof.; elektr. – CD. Specjalny podręcznik dla dzieci, zawiera 116 opowieści biblijnych, ułożonych chronologicznie. Po każdej opowieści podano wersety biblijne, na których zostały oparte.

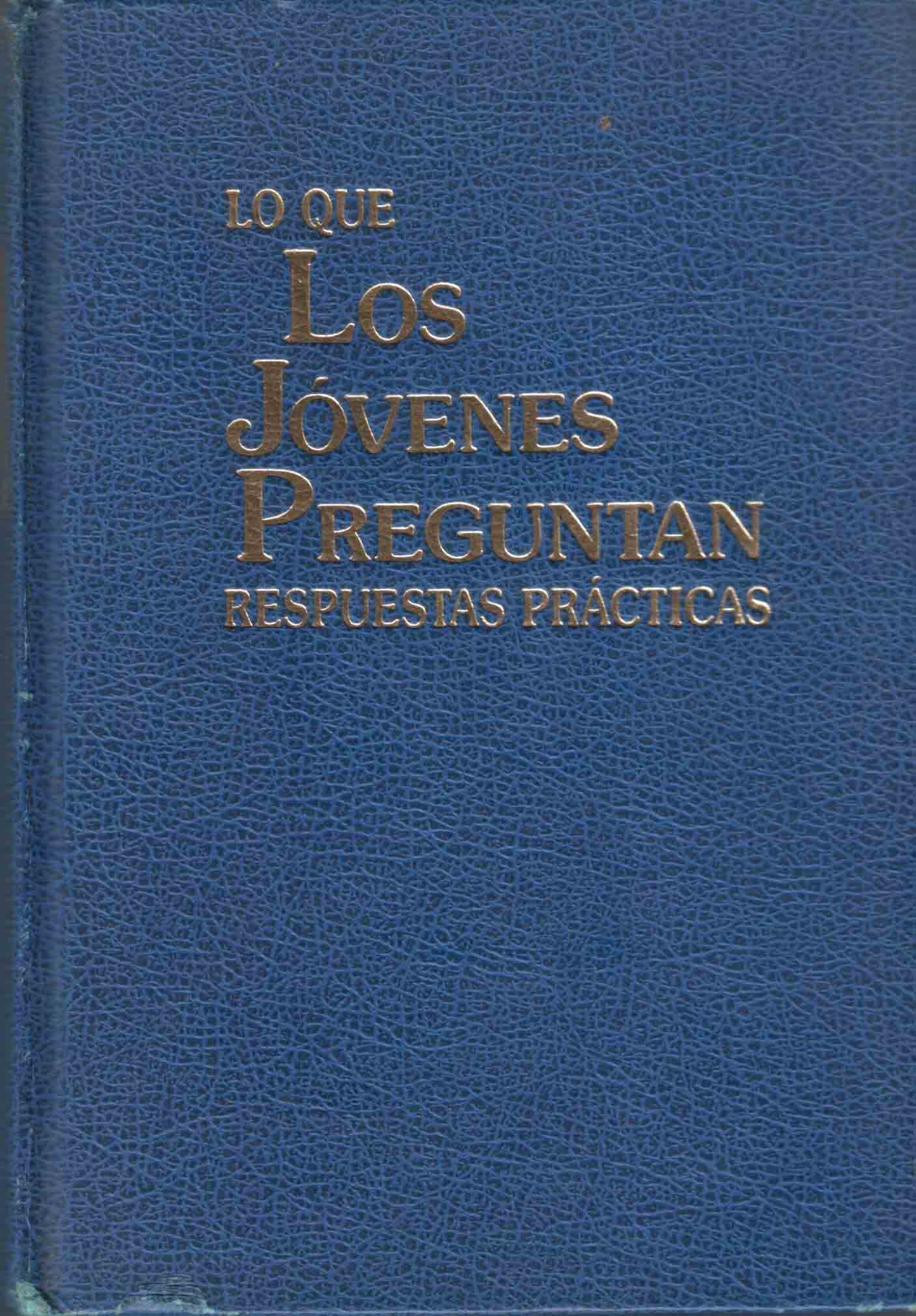
Pytania młodych ludzi – praktyczne odpowiedzi

- Pytania młodych ludzi – praktyczne odpowiedzi (ang. Questions Young People Ask. Answers That Work): 320 s., też online, w każdym z 2 tomów. Odpowiada na pytania młodzieży w oparciu o zasady i rady biblijne. Napisano ją – jak sami wydawcy zauważają – „po przeprowadzeniu rozmów z setkami młodych ludzi z całego świata”. Na jej podstawie zrealizowano dwa filmy z serii „Młodzi ludzie pytają: Jak znaleźć prawdziwych przyjaciół?” i „Jak pokierować swoim życiem?”. W Zambii w 1989, w państwowym radiu, rozpoczęto nadawanie programu Młodzi ludzie pytają, zaczerpniętego z tych publikacji.
  - Tom 1: 1989 (pol. 1994), 85 jęz. (też w wyd. brajl.; elektr. – CD (WL)),; IBS; nakład: 48,39 mln egz. ISBN 83-86930-34-9, online[117]. 320 s., 39 rozdz. i 10 części. Materiał zaczerpnięto z ponad 100 art. ukazujących się od 1982 w „Przebudźcie się!” w cyklu Młodzi ludzie pytają. Każdy rozdz. kończy tabela z pytaniami do omówienia.
  - Tom 1 (zrew.): 2011, 65 jęz., ponad 18,4 mln egz., online[118], ISBN 978-83-61557-22-7. 320 s., 39 rozdz., 7 części: Rodzina, Twoja tożsamość, W szkole i poza szkołą, Seks, moralność, miłość, Nałogi, Czas wolny, Wielbienie Boga i dodatek: Pytania rodziców. Materiał zaczerpnięto z art. ukazujących się w latach 2004–2011 w „Przebudźcie się!” w cyklu Młodzi ludzie pytają. Wydanie, zostało całkowicie zrewidowane pod kątem współczesnych problemów. Każdy rozdz. kończy tabela z pytaniami do omówienia i ramka do zapisania informacji wykorzystywanymi w praktyce. Według wydawców ma ona m.in. „pomagać w utrzymaniu dobrego kontaktu z rodzicami”.
  - Tom 2: 2008, 65 jęz., online[119], ISBN 83-86930-96-9 s. 320, 38 rozdz., 9 części. Wymaga od młodego czytelnika zaangażowania. W wielu miejscach zachęca do zapisania własnych uwag na różne tematy. Każdy rozdz. kończy tabela Zastanów się z pytaniami do omówienia, oraz tabeli Czy wiesz, że...; Plan działania! – ramka do zapisania informacji wykorzystywanymi w praktyce.
- Ucz się od Wielkiego Nauczyciela (ang. Learn From the Great Teacher) – 256 s., 2003, 141 jęz. (też wyd. brajlem; CD; kasety magnet.; MP3; elektron. – CD (WL)); online[120]; IBS; nakład ponad 65 mln egz. 48 rozdz., ponad 230 kolor. ilustr. z odpowiednimi pytaniami pobudzającymi do rozmowy. Według wydawców „jest ona oparta na biblijnych naukach Jezusa Chrystusa. Omawia również zagrożenia, z którymi mogą zetknąć się dzieci”. Zachęca je do wypowiadania się i wyrażenia własnego zdania. Na końcu każdego rozdz. podano źródła biblijne, na których oparto rozważania. ISBN 83-86930-63-2.
- Uczymy się z Biblii (ang. Lessons You Can Learn From the Bible) – 256 s., 2017, kolor. ilustr., ok. 100 jęz. (też wyd. brajl. (również w polskim); online[121] (JWL, WL, IBS, HTML, MP3, PDF, audiobook); j. migowych. Specjalny podręcznik dla dzieci, zawiera 103 opowieści biblijnych w 14 częściach, ułożonych chronologicznie. Po każdej opowieści podano wersety biblijne, na których zostały oparte. Od lipca 2025 będzie analizowana na zebraniach zborowych.

Komentarze biblijne
- Niebiańska manna, czyli rozmyślania duchowe na każdy dzień w roku dla domowników wiary (ang. Daily Heavenly Manna for the Household of Faith) – pierwsze wydanie 1905), publikacja z wersetami biblijnymi na każdy dzień roku wraz z komentarzami.

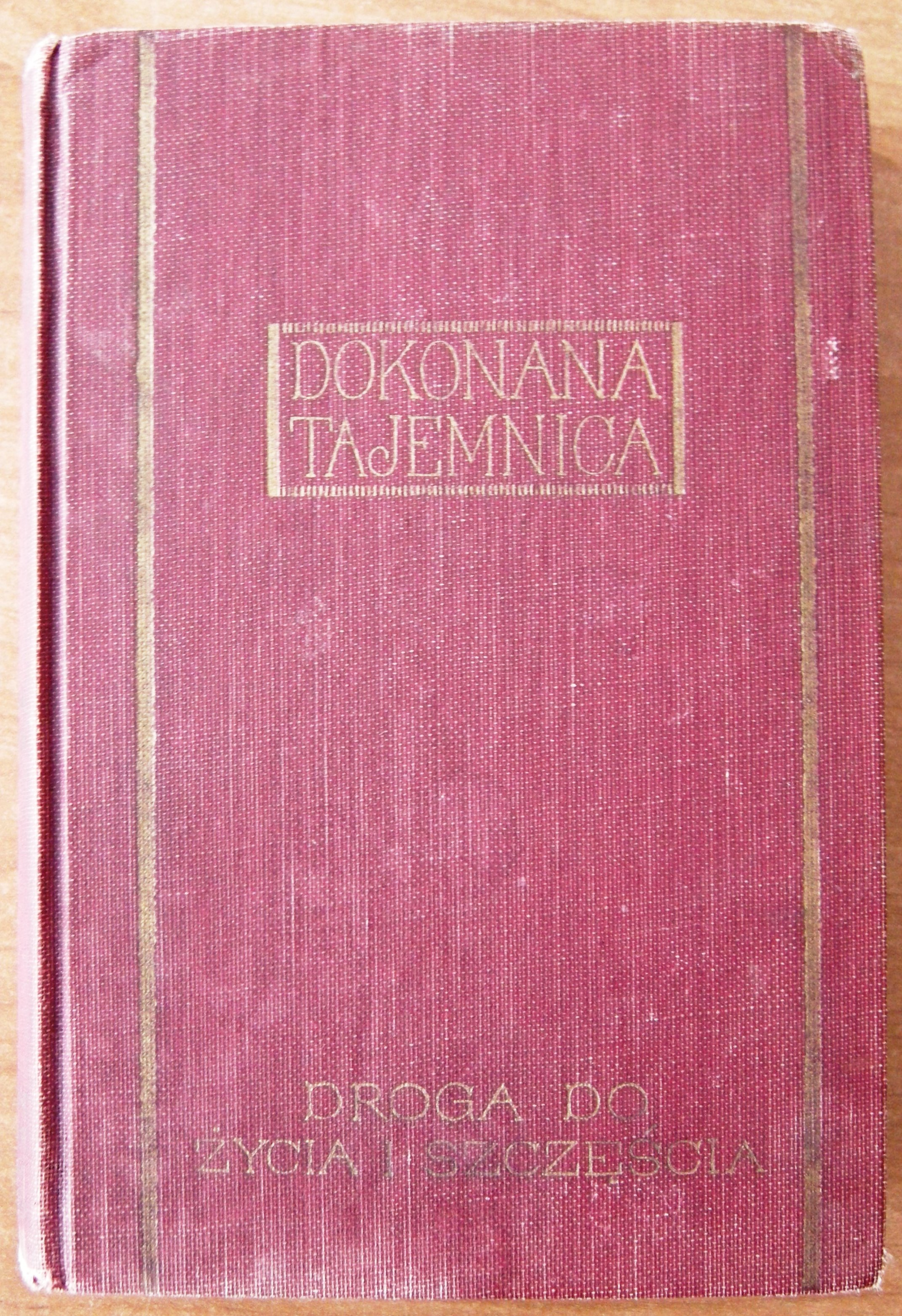
Dokonana tajemnica

- Dokonana tajemnica (ang. The Finished Mystery) – 736 s., 1917, pod red. Claytona J. Woodwortha i George’a H. Fishera. Jest komentarzem do ksiąg: Ap, PnP i Ez. Miała być kontynuacją Wykładów Pisma Świętego, ich siódmym tomem zapowiadanym przez C.T. Russella, lecz nie ukończonym, z powodu jego śmierci w 1916.
- Objawienie Jezusa Chrystusa – według tekstu synajskiego – (ang. The Revelaton of Jesus Christ - According to the Sinaitic Text), 200 s., 1918, zawiera tłumaczenie Ks. Objawienia wraz z tekstem kodeksu synajskiego i komentarzem.
- „Bądź wola Twoja na ziemi” (ang. „Your Will Be on Earth”) – 352 s., 1958, pol. 1961 i 1964. Ilustr. książkę „dedykowano miłującemu człowieka Stwórcy, który ustanowił nad ziemią doskonały, sprawiedliwy rząd”. Tytuł to cytat z Mt 6:9,10. Wersety biblijne zamieszczone w niej pochodzą z 10 różnych przekładów biblijnych. 15 rozdz., w których zamieszczono szereg pytań do analizy. Zawiera również tabele, mapy i skorowidze. Szczegółowy nacisk położono na objaśnienie biblijnej Ks. Daniela[122].
- „Całe Pismo jest natchnione przez Boga i pożyteczne” (ang. „All Scripture Is Inspired of God and Beneficial”) – 352 s., 1963 (zrew. 1990, pol. 1998), 58 jęz. (też wyd. brajl.; elektr. – CD (WL), online[123]). ISBN 83-86930-17-9. Cz. I. Zawiera omówienie treści ksiąg biblijnych od Rodzaju do Objawienia wraz z komentarzem w sekcji: Dlaczego pożyteczna. W cz. II. omówiono studia o natchnionych Pismach i ich pochodzeniu, wraz z tabelami, mapami i ilustracjami. Do 2013 używana w Szkole Teokratycznej przy rozpoczynaniu omawiania kolejnej księgi biblijnej.
- „Narody mają poznać, że ja jestem Jehowa” – Jak? (ang. „The Nations Shall Know That I Am Jehovah” – How?) – 280 s., 1971 (ang.) (pol. 1974) (też wyd. elektr. – CD (WL), online[124]). Dedykowana jest uświęcaniu imienia Bożego wśród „ludzi dobrej woli” Bożej ze wszystkich narodów. Tytuł oparty jest na wersecie z Ez 36:23 i 39:7. Omówiono w niej m.in. tę księgę biblijną.
- Raj przywrócony ludzkości za sprawą Teokracji! (ang. Paradise Restored to Mankind – By Theocracy!) – 416 s., 1972 (pol. - brak), też online[125], 28 rozdz. Na str. tytułowej określona jako „Rzut oka na spełnienie się proroctw Aggeusza i Zachariasza o przywróceniu, oglądanych z perspektywy dwudziestego wieku”.
- Komentarz do Listu Jakuba (ang. Commentary on the Letter of James) – 224 s., 1979, pierwsze edycja została wydana w nakładzie 1 mln egz. Omawia List Jakuba i opisuje na jego podstawie praktyczne strony życia chrześcijańskiego.
- Obierz najlepszą drogę życiową (ang. Choosing the Best Way of Life) – 192 s., 1979, też online[126]. Komentarz do 1 i 2 Pt.
- Wspaniały finał Objawienia bliski! (ang. Revelation - Its Grand Climax At Hand!) – 320 s., kolor. ilustr., 1988 (pol. 1993), zrew. 2006; 72 jęz. (też w wyd. brajl.; j. mig.; duży druk.; elektron. – CD (WL), online[127] (HTML)). 44 rozdz. omawia werset po wersecie całą Ks. Objawienia. Tekst wzbogacono materiałami poglądowymi, takimi jak: ilustr. (ponad 170), mapami, tabelami i streszczeniami, co zdaniem wydawcy ma pomóc czytelnikom dokładnie zrozumieć tę ostatnią księgę biblijną. Komentowane wersety wyróżniono tłustym drukiem. Jest ona kontynuacją wcześniejszych pozycji omawiających Apokalipsę.
- Największy ze wszystkich ludzi (ang. The Greatest Man Who Ever Lived) – 448 s., 1991, 96 jęz. (też wyd. brajl.; j. mig. – VHS, DVD; audio – kas. magnetof.; elektron. – CD (WL); online[128] (PDF, EPUB, MP3)), nakład: 36,25 mln egz. (2008). Ponad 400 kolor. ilustr. oraz mapy. Podzielona została na wstęp i 133 rozdz. Na końcu każdego z nich podano wersety biblijne, na których jest oparty oraz pytania powtórkowe. Ukazano każdy opisany w czterech ewangeliach szczegół ziemskiego życia Jezusa Chrystusa, łącznie z jego przemówieniami, przypowieściami i cudami. Wydarzenia przedstawiono w porządku chronologicznym. Jak przyznają sami wydawcy, celem jej wydania było „poznawanie życia i służby Chrystusa”. Zawarto materiał opublikowany w 149 kolejnych wydaniach „Strażnicy” (1.04.1985–1.06.1991).
- Pilnie zważaj na proroctwa Daniela! (ang. Pay Attention to Daniel’s Prophecy!) – 320 s., 1999, 72 jęz. (też wyd. brajl.; dużym druk.; elektron. – CD (WL), online[129] (HTML, PDF)). ISBN 83-86930-32-2. Omawia werset po wersecie Ks. Daniela, w której znajdują się dwa wątki – narracyjny i proroczy. Przedstawia w skrócie historię mocarstw światowych. Według wydawców uwypukla również użyteczność tej księgi w naszych czasach. 18 rozdz., w których do mniejszych fragmentów tekstu zamieszczono pytania. Na końcu każdego rozdz. znajduje się ramka z pytaniami do zagadnień, omówionych w danym fragm. książki. Zawiera ponad 120 kolor. ilustr., wykresy, mapy i dodatki.
- Proroctwo Izajasza światłem dla całej ludzkości (ang. Isaiah’s Prophecy – Light for All Mankind) – dwutomowa (każda po 416 s.) (t. I, 2000 r. – ISBN 83-86930-38-1; t. II, 2001 – ISBN 83-86930-46-2). 60 jęz. (w tym 5 wyd. brajl.; dużym druk.; elektron. – CD (WL)); IBS, online[130][131](HTML, PDF). Omawiają werset po wersecie biblijną Ks. Izajasza wraz ze wskazaniem jej użyteczności dla Świadków Jehowy w obecnych czasach.
- Stale pamiętaj o dniu Jehowy (ang. Live With Jehovah’s Day in Mind) – 192 s., kolor. ilustr., 2006, 80 jęz. też w wyd. elektron. – MP3, CD, PDF (WL); online[132]; IBS, JWL, audiobook oraz dużym druk. (ISBN 83-86930-86-1). 14 rozdz., 4 części. Omawia księgi tzw. „małych proroków” – od Ozeasza do Malachiasza. Każdy rozdz. podzielony jest na mniejsze fragmenty, w których zamieszczono pytania powtórkowe, a dodatkowo w dwóch ramkach w każdym rozdz. podano pytania powtórkowe, ułatwiające zapamiętywanie materiału, przemyślenie przeczytanego fragmentu, zastanowienie się nad jego wartością i zastosowaniem – wraz z odsyłaczami do wersetów biblijnych. W 2008 analizowana była na zebraniach zborowych.
- „Bądź moim naśladowcą” (ang. „Come Be My Follower”) – 192 s. (30 kolor. ilustr.), 2007, zrew. 2024, 66 jęz. (też wyd. elektron. – CD, MP3, PDF, (WL); online[133]; IBS). ISBN 83-86930-90-X. Tytuł zaczerpnięty został ze słów Jezusa Chrystusa (Mr 10:21) „Chodź, bądź moim naśladowcą”. Zdaniem wydawców ma „pogłębić miłość do Syna Bożego i do jego niebiańskiego Ojca”. Opisuje przymioty, orędzie i gorliwość w działalności ewangelizacyjnej Jezusa. 3 część., 18 rozdz. z pytaniami u dołu strony. Na końcu każdego rozdz. umieszczono w ramce 4 pytania podsumowujące, opatrzone nagłówkiem „Jak możesz naśladować Jezusa?”. W 2010 analizowana była na zebraniach zborowych.
- „Składajmy dokładne świadectwo o Królestwie Bożym” (ang. „Bearing Thorought Witness” About God’s Kingdom) – 224 s., kolor. ilustr., 2009, zrew.: 2023; przeszło 110 jęz. (też wyd. brajl. wyd. dużym drukiem, w j. migowych; elektron. – CD (WL); CD; MP3; online[134] (EPUB, PDF, HTML, AAC, DAISY); IBS; JWL; duży druk.), (ISBN 978-83-61557-01-2). Składa się z 8 części, każda omawia fragment Dz.Ap. i 28 rozdz., które – według Wydawcy – „pokazują, jaka nauka płynie z opisanych zdarzeń i jak możemy osobiście zastosować to, czego się dowiedzieliśmy”. Ponad 120 ilustr., mapy i ramki z dodatkowymi informacjami dotyczącymi miejsc, sytuacji, zwyczajów oraz postaci biblijnych i historycznych. W 2011 i 2012 oraz od października 2023 do lipca 2025 analizowana na zebraniach zborowych.
- Jeremiasz przekazuje nam słowo od Boga (ang. God’s Word for Us Through Jeremiah) – 192 s., kolor. ilustr., 2010, 110 jęz. (też wyd. elektron. (WL; JWL; IBS) online[135], (EPUB, PDF, audiobook)), wyd. dużym drukiem i w alfabecie Braille’a. W 15 rozdz. „podręcznik ma pomóc przeanalizować Księgę Jeremiasza i Lamentacje oraz wyciągnąć z nich praktyczne wnioski dla siebie”. W 2013 analizowana była na zebraniach zborowych. ISBN 978-83-61557-15-9.
- Naśladujmy ich wiarę (ang. Imitate Their Faith) – 208 s., 2013, kolor. ilustr., przeszło 130 jęz., też w wyd. elektr., online[136] (WL, JWL (EBUP, MOBI, PDF, HTLM, audiobook); IBS) oraz wyd. dużym drukiem; jęz. mig. 23 rozdz. opisuje 14 wiernych postaci biblijnych. W latach 2015–2016 analizowana na zebraniach zborowych.
- Jezus – droga, prawda, życie (ang. Jesus – The Way, the Truth, the Life) – 320 s., 2015 (pol. 2017), kolor. ilustr., mapy, tabele; ponad 80 jęz, też wyd. elektr., online (JWL, WL, IBS, EBUP, MOBI, PDF, HTLM, audiobook), online[137], także w wyd. dużym drukiem, w j. migowych i w alfabecie Braille’a (również w polskim). Zawiera 6 części, 139 rozdz., a końcu każdego z nich podano wersety biblijne, na których jest oparty oraz pytania powtórkowe. Ukazano każdy opisany w czterech ewangeliach szczegół ziemskiego życia Jezusa Chrystusa, łącznie z jego przemówieniami, przypowieściami i cudami. Wydarzenia przedstawiono w porządku chronologicznym. Jest zrewidowaną wersją książki Największy ze wszystkich ludzi. W latach 2018–2020 była analizowana na zebraniach zborowych.
- Czyste wielbienie Jehowy – nareszcie przywrócone! (ang. Pure Worship of Jehovah– Restored At Last!) – 240 s., 2018, pol. 2019, kolor. ilustr, ok. 100 jęz., online[138], też elektr. (JWL; IBS; EBUP, MOBI, PDF, HTLM, DAISY, audiobook, video; WL), także w j. migowych i w alfabecie Braille’a (również w polskim); w wydaniu dużym drukiem. 22 rozdz. (każdy rozdział w wersji elektr. zawiera krótki 2–3 min. film wprowadzający), omawia proroctwa z Ks. Ezechiela. Od listopada 2020 do kwietnia 2022 była analizowana na zebraniach zborowych.

Inne książki omawiające nauki biblijne
- Pokarm dla myślących chrześcijan (ang. Food For Thinking Christians) – 166 s., 1881, 11 rozdz.: „Dlaczego zło zostało dozwolone?”, „Dlaczego nastąpi wtóre przyjście?”, „W jaki sposób Chrystus przyjdzie?”, „Dzień sądu”, „Chrystus Boży”, „Plan Wieków”, „Zmartwychwstanie”, „Wąska droga do życia, „Trzy wielkie przymierza”, „Objaśnienie niektórych wersetów często błędnie rozumianych”, „Obliczając koszty. Ile byście dali?”[139]. Wydawca wymienia w późniejszym czasie, dlaczego było ważne jej wydanie: „1. szybkie i szerokie rozpowszechnienie 1,4 mln egz., 2. sposób jej finansowania, 3. wyrażony w niej nieznany wcześniej wśród chrześcijan pogląd o różnicy między „powołaniem Kościoła Wieku Ewangelii a łaską restytucji dla świata”. W VI cz. C.T. Russell zawarł opis do zamieszczonego w niej „Wykresu Planu Wieków”. Od roku 1901 z woli autora nie była ona już więcej drukowana i została zastąpiona przez I tom. Wykładów Pisma Świętego.
- Boski plan wieków (ang. The Divine Plan of the Ages, 1886) – tom I Wykładów Pisma Świętego. „Wiesz że Bóg ma plan? Dlaczego Bóg dozwolił na zło i czy będzie ono wiecznie panować? Kiedy i jak Bóg ustanowi swoje Królestwo? Będzie ono w niebie czy na ziemi? Dowiesz się jak Bóg przez Wieki realizuje swój Plan Zbawienia i na jakim obecnie jest etapie?”.
- Nadszedł czas (ang. The Time is at Hand, 1889), tom II Wykładów Pisma Świętego. „Biblijna egzaminacja chronologii i historii świata. Celem wydania tej książki jest porównanie świadectw biblijnych i wykazanie ich znaczenia. Zostają przedstawione proroctwa czasowe przy pierwszym przyjściu Chrystusa oraz dotyczące wtórego adwentu i końca czasu pogan. Obszernie został także omówiony temat sposobu wtórego przyjścia naszego Pana. Objawiony zostaje także Człowiek Grzechu”.
- Przyjdź Królestwo Twoje (ang. Thy Kingdom Come, 1891) – tom III Wykładów Pisma Świętego. „Książka wskazuje na świadectwo prorocze i chronologię biblijną odnośnie ustanowienia Królestwa Chrystusowego na ziemi. Obszernie omawia prorokowane stosunki społeczne i kryzys mający nastąpić przed ustanowieniem Królestwa. Szczególne miejsce zajmuje omówienie proroctw Daniela. Książka zapowiada na podstawie proroctw czasowych Biblii, przywrócenie Izraela do łaski Bożej i powrót do Palestyny. Osobną część zajmuje omówienie wielkiej piramidy w Egipcie w kontekście Boskiego Planu wieków”.
- Walka Armagieddonu (ang. The Battle of Armageddon, 1897) – tom IV Wykładów Pisma Świętego. „Książka opisuje końcową epokę wieku Ewangelii. Jest to okres, który przynosi światu liczne błogosławieństwa, które stają się powodem starć, niezadowolenia, kłopotów i przyspieszają walkę pomiędzy Kapitałem a klasą robotniczą.”
- Pojednanie pomiędzy Bogiem a człowiekiem (ang. The At-one-ment Between God and Men, 1899) – tom V Wykładów Pisma Świętego. „Tematem tego tomu jest cena Okupu. Z tej właśnie doktryny, wszystkie inne pochodzą w związku naszego zbawienia. Zrozumienie ceny Okupu daje chrześcijaninowi możliwość rozróżniania Prawdy od błędu. Tak więc, dogmat o Trójcy nie jest prawdziwym. Tom ten przedstawia nam Autora Pojednania – Boga. Następnie poznajemy Pośrednika, Jezusa Chrystusa. Środek Pojednania to działanie Ducha Świętego. Dodatkowo przedstawione są tematy: czym jest człowiek – ciało, duch i dusza, czym są?”
- Nowe stworzenie (ang. The New Creation, 1904) – tom VI Wykładów Pisma Świętego. „Książka podaje reguły i prawa biblijne porządku Kościoła i domu chrześcijańskiego. Przedstawia organizację Kościoła, z wyszczególnieniem roli sług. Omawia zakres niewiast w Kościele. Przybliża temat Wielkanocy. Odpowiada na pytanie: czy chrzest powinien dotyczyć niemowląt, czy dorosłych? Udziela licznych rad dla chrześcijańskich małżonków i rodziców. Dodatkowo obszernie ostrzega o niebezpieczeństwach czyhających na drodze chrześcijanina”.
- Stworzenie, czyli historyja biblijna w obrazach (Fotodrama Stworzenia, scenariusz) – (ang. Scenario of the Photo-Drama of Creation) – 1914, scenariusz filmu, 400 ilustracji i zestaw krótkich lekcji, dotyczących spraw doktrynalnych, historycznych i naukowych. Widzowie otrzymywali darmowe egzemplarze.

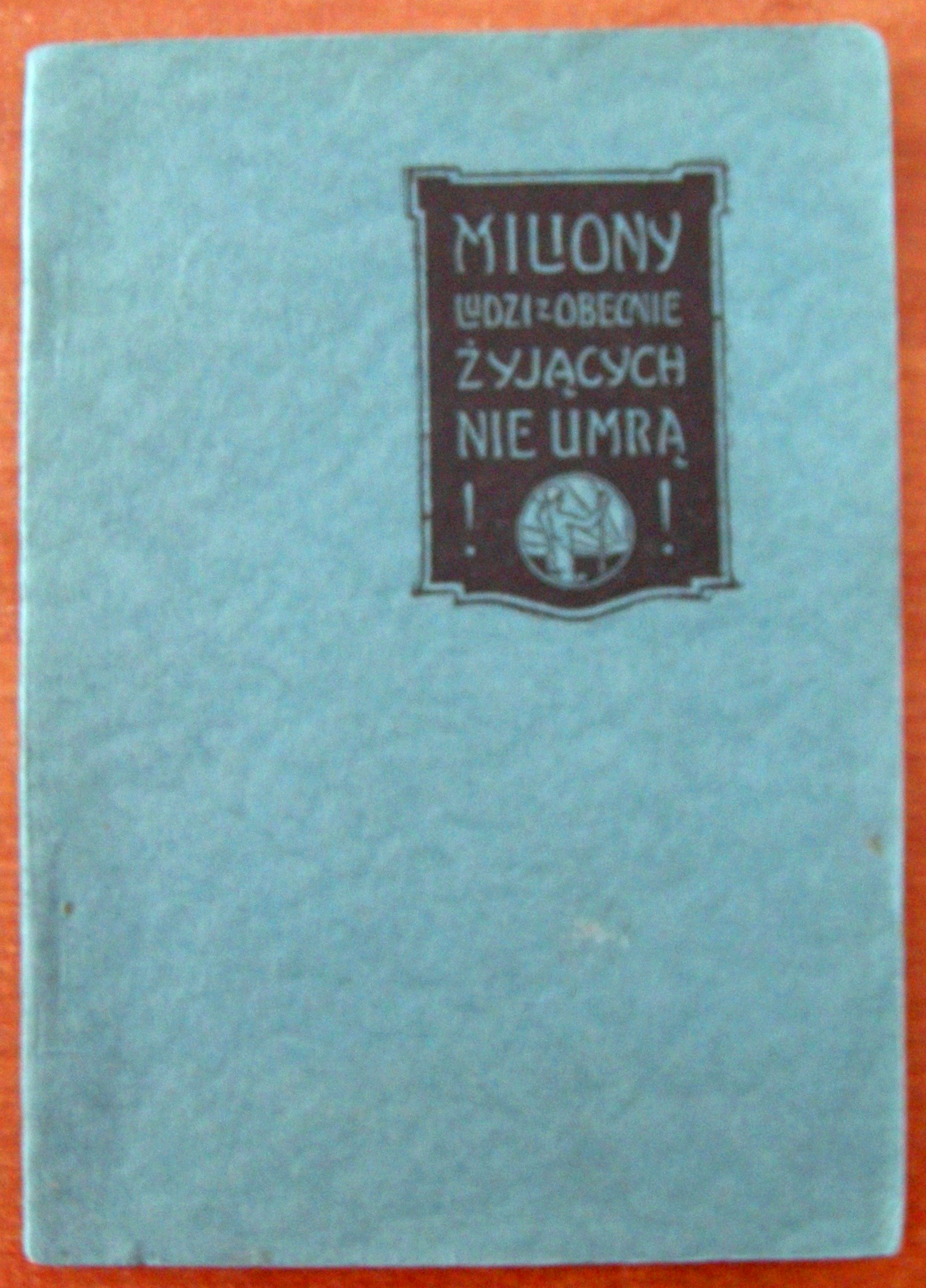
Miliony obecnie żyjących nigdy nie umrą!

- Miliony ludzi z obecnie żyjących nigdy nie umrą! (ang. Millions Now Living Will Never Die!) – 132 s., 1920. Zawiera materiał z wykładu pod tym tytułem, który odbył się na kongresie 24 lutego 1918 w Los Angeles i był wygłaszany na całym świecie do roku 1925.

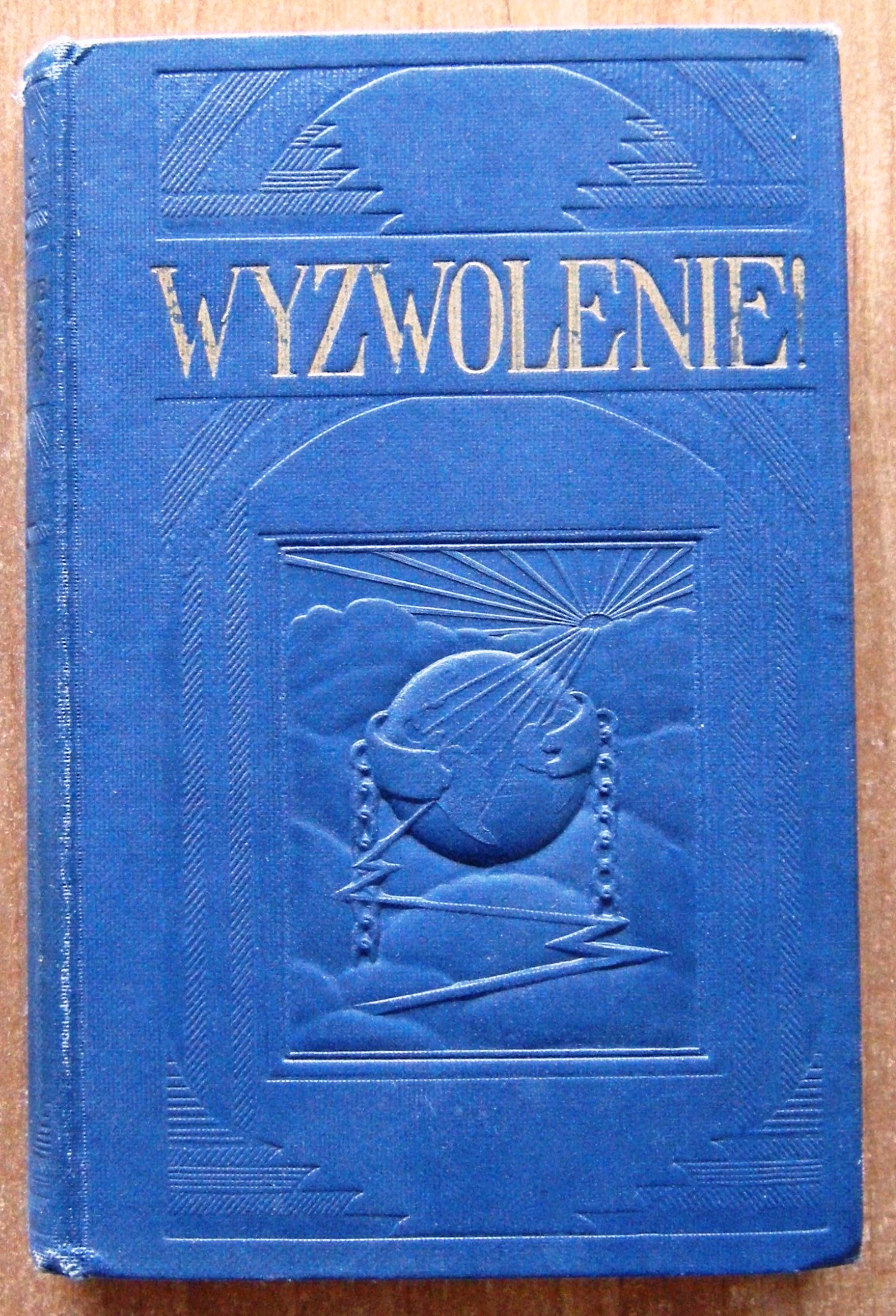
Wyzwolenie

- Wyzwolenie (ang. Deliverence) – 336 s., 1926, należała do pierwszych publikacji z serii nowych książek J.F.Rutherforda.
- Co religia uczyniła dla ludzkości (ang. What Has Religion Done For Mankind?) – 344 s., 1951, 1961, 27 rozdz. Motto: „Nie ma bowiem drzewa wybornego, które by wydawało owoc zgniły; nie ma też drzewa spróchniałego, które by wydawało owoc wyborny. Bo każde drzewo poznaje się po jego owocu.” (Łk 6:43,44). Według wydawcy książka ta „opisuje wiele rodzajów religii (...) ukazując pochodzenie religii fałszywych i pokazuje jak pomóc ludziom wydostać się z nich”[140].
- Czy Biblia jest rzeczywiście Słowem Bożym? (ang. Is the Bible Really the Word of God?) – 192 s., ang. 1969, pol. 1973; wznow. 1979; też wyd. elektr. – CD (WL), online[141], ilustr. 14 rozdz., omawia historyczne, naukowe, archeologiczne, geograficzne i prorocze aspekty autentyczności Biblii i natchnienia przez Boga.
- Prawdziwy pokój i bezpieczeństwo – skąd? (ang. True Peace and Security – From What Source?) – 192 s., 1973 (pol. - brak), też online[142]. 19 rozdz. zawierają krótsze fragmenty, w których zamieszczone są wersety biblijne i do których opublikowano pytania.

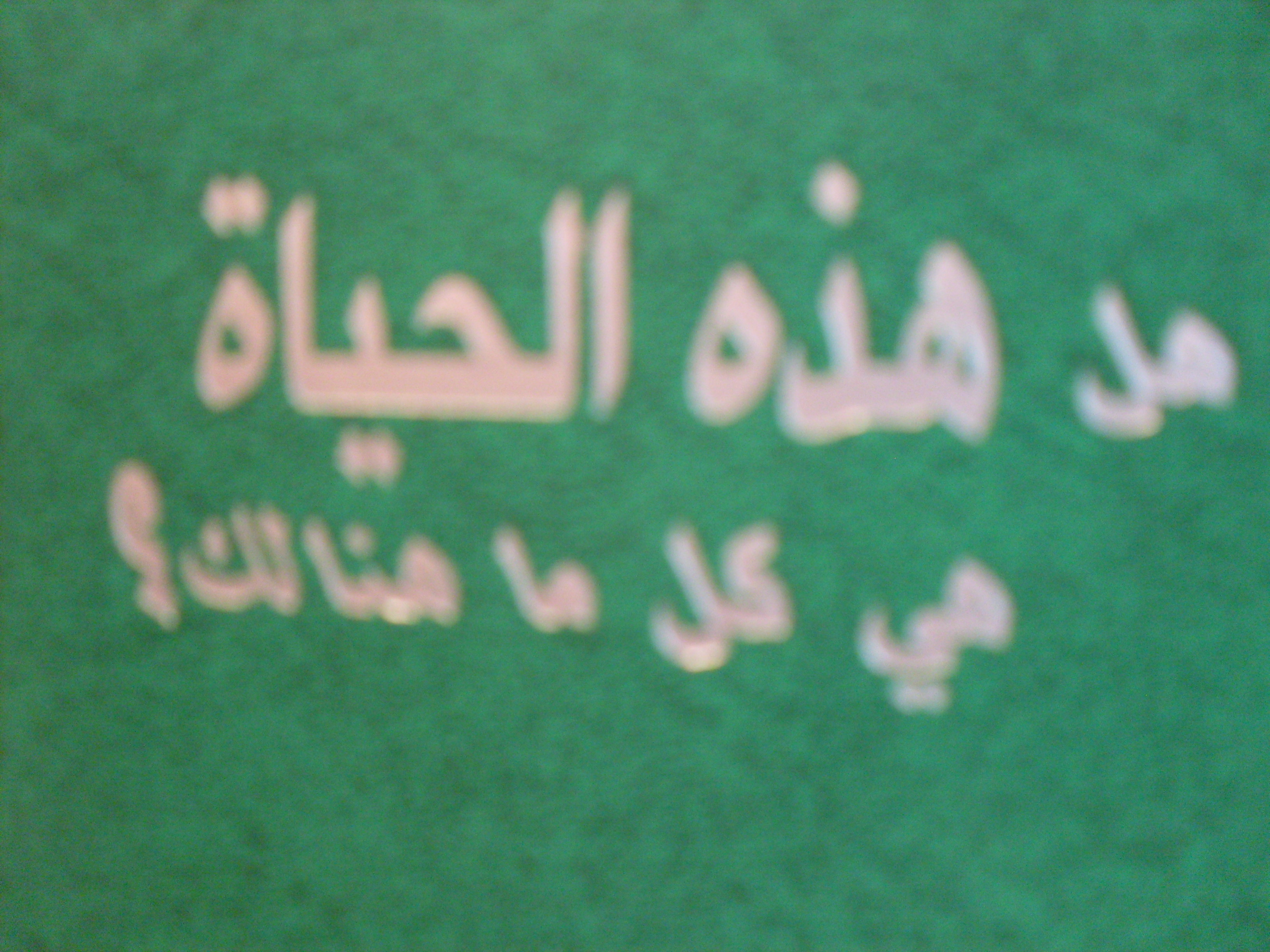
Czy na tym życiu wszystko się kończy?

- Czy na tym życiu wszystko się kończy? (ang. Is This Life All There Is?) – 192 s., 1974, 21 rozdz., (pol. - brak) też online[143]. Omawia kwestie śmierci i zmartwychwstania.
- „Wieczyste zamierzenie” Boże odnosi teraz triumf dla dobra człowieka (ang. God’s „Eternal Purpose” Now Triumphing for Man’s Good) – 192 s., 1974 (pol. 1978) (też wyd. elektr. – CD (WL), online[144]). 15 rozdz. Tytuł z Ef 3:11. Dedykowano Bogu, który przyszedł człowiekowi z pomocą przez powzięcie „wieczystego zamierzenia” związanego z osobą Mesjasza.
- Jak znaleźć prawdziwe szczęście (ang. Happiness – How to Find It) – 192 s., 1980 (pol. 1984), nakład 12,5 mln egz., 24 jęz. (też wyd. elektr. – CD (WL), online[145]). Ponad 50 ilustr. i 20 rozdz. Do każdego z nich przewidziano kilka pytań do dyskusji. W tekście podano wersety biblijne na które się powołano. Zdaniem wydawców, opublikowano ją w celu udostępnienia najcenniejszych informacji potrzebnych do znalezienia prawdziwego szczęścia.
- Jak powstało życie? Przez ewolucję czy przez stwarzanie? (ang. Life – How Did It Get Here?' By Evolution or by Creation?) – 256 s., 1985 (pol. 1989), 36 jęz., nakład: ponad 36 mln egz. (też wyd. elektron. – CD (WL), online[146]). Ok. 170 ilustr., 20 rozdz., omawia naukowe, przyrodnicze, astronomiczne, medyczne, archeologiczne, geograficzne i prorocze aspekty autentyczności biblijnego sprawozdania o stwarzaniu i pochodzeniu życia. Każdy rozdz. podzielony jest na mniejsze fragmenty, do których zamieszczono pytania do analizy. Jak sami wydawcy podkreślają: jest przeznaczona dla osób wierzących w ewolucję; wierzących w stwarzanie; lub nie bardzo wiedzących w co wierzyć. Przedmiotem gruntownych rozważań jest w niej kwestia, jak powstało życie i jakie to ma znaczenie dla przyszłości.
- Jak znaleźć prawdziwy pokój i bezpieczeństwo? (ang. True Peace and Security – How Can You Find It?) – 192 s. 1986 (pol. 1988), 69 jęz., nakład: ponad 40 mln egz., też w wyd. elektr. – CD (WL), online[147]. Celem jej opublikowania – jak piszą wydawcy – „jest przeświadczenie, że już wkrótce prawdziwy pokój i bezpieczeństwo zapanują na całym świecie”.
- Biblia – słowo Boże czy ludzkie? (ang. The Bible – God’s Word or Man’s?) – 192 s., 1989 (pol. 1992), 58 jęz. (też wyd. brajlem; elektron. – CD (WL), online[148]). Przedstawia fakty historyczne, naukowe, archeologiczne i prorocze na autentyczność relacji biblijnych. 14 rozdz., ok. 60 ilustr. oraz odsyłacze do materiałów źródłowych.
- Człowiek poszukuje Boga (ang. Mankind’s Search for God) – 384 s., 1990 (pol. 1994), 35 jęz., nakład: 45,04 mln egz. (też wyd. elektron. – CD (WL), online[149]). Ponad 160 ilustr. i zdjęć oraz wiele map, wykresów i dodatków. 24 rozdz., w których zamieszczono szereg pytań do odpowiedzi. W skrócie przedstawia historię powstania religii i wierzeń. Opisuje je na podstawie głównych religii świata. Na wyklejkach publikacji zamieszczono mapy, ukazujące rozmieszczenie religii na świecie.
- Czy istnieje Stwórca, który się o ciebie troszczy? (ang. Is There a Creator Who Cares About You?) – 192 s., 1998, 50 jęz. (też wyd. brajlem; elektron. – CD (WL), online[150] (HTML, PDF)). W 2000 opublikowano pytania do jej studium. 50 ilustr., wykresy, tabele. W 11 rozdz. zamieszczono specjalne dodatki. Podejmuje kwestie: naukowe, archeologiczne i biblijne. Wypowiedzi uczonych, archeologów, naukowców, lekarzy i pisarzy biblijnych. W dwóch rozdz. streszcza również po kolei wszystkie księgi biblijne.
- Zbliż się do Jehowy (ang. Draw Close to Jehovah) – 320 s., 2002, zrew. 2013, zrew. 2023, 104 jęz. (też wyd. brajl., na kas. magnetof.; CD; dużym druk.; online[151] (PDF, EPUB, MOBI, MP3); elektron. – CD (WL)); IBS; JWL. ISBN 83-86930-55-1, 4 części, jak piszą wydawcy omawiające cztery główne przymioty Jehowy: miłość, sprawiedliwość, mądrość i moc. Każda zaczyna się ogólnym opisem danej cechy, a następnie kilka rozdz. omawia jak Bóg przejawia różne jej aspekty. Są też rozdz. poświęcone przykładowi Jezusa w tej dziedzinie i jak można odzwierciedlać te cechy we własnym życiu. W latach 2004–2005 i 2014–2015 analizowana na zebraniach zborowych.

Historia Świadków Jehowy
- Rocznik Świadków Jehowy (ang. Yearbook of Jehovah's Witnesses) – (pierwsze coroczne wydanie do 2017, 1927), zawierał aktualne sprawozdania z działalności na całym świecie[152][153]
- Krucjata przeciwko chrześcijaństwu (niem. Kreuzzug gegen das Christentum) – 1938 (niem., fran. i pol.) „opisująca cierpienia niemieckich Świadków Jehowy, którzy nie chcieli poprzeć nazizmu” Szwajcarskie Biuro Oddziału w latach 1937–1938 zgromadzało materiały – m.in. raporty przemycane z obozów do Berna przez Świadków Jehowy przebywających jeszcze na wolności, a zebrane i spisane przez Franza Zürchera.
- Świadkowie Jehowy w zamierzeniu Bożym (ang. Jehovah’s Witnesses in the Divine Purpose) – 322 s., 1959, 36 rozdz. oraz dodatki. Przedstawia historię Świadków Jehowy, ich strukturę organizacyjną i ówczesny rozwój ich działalności na świecie[154].

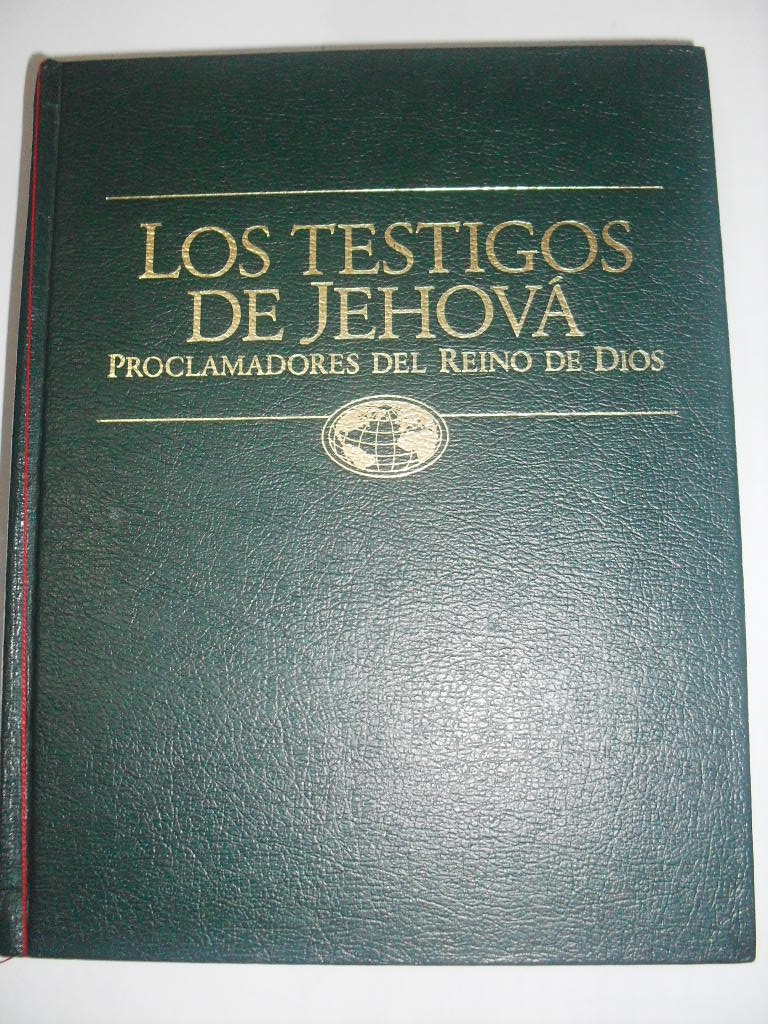
Świadkowie Jehowy – głosiciele Królestwa Bożego – zawierająca historię Świadków Jehowy

- Świadkowie Jehowy – głosiciele Królestwa Bożego (ang. Jehovah’s Witnesses – Proclaimers of God’s Kingdom) – 752 s. leksykon opisujący historię Świadków Jehowy; 1993 (pol. 1995), 28 jęz. (też wyd. elektron. – CD (WL), online[155] (HTML)). Jest ilustr. za pomocą ponad 1000 zdjęć z 96 krajów. Zamieszczono w niej wykresy, mapy i tabele, związane z omawianymi zagadnieniami. 7 gł. części, 33 rozdz. ISBN 83-903551-0-8.
- Królestwo Boże panuje! (ang. God's Kingdom Rules!) – 240 s., 2014, kolor. ilustr., przeszło 130 jęz. też w wyd. elektr. (WL, JWL, (EBUP, MOBI, PDF, HTLM, audiobook); IBS), online[156], oraz w wydaniu dużym drukiem. Zawiera 22 rozdziały, w których opisano historię działalności Świadków Jehowy. W latach 2017–2018 była analizowana na zebraniach zborowych.

Podręczniki do nauczania metod ewangelizacji
- Teokratyczna pomoc dla głosicieli Królestwa (ang. Theocratic Aid To Kingdom Publishers) – 370 s., 1945, zawiera 2 gł. rozdz. oraz 90 lekcji i tematów używanych wówczas w Szkole Teokratycznej i działalności kaznodziejskiej. Motto podręcznika zaczerpnięto z Mt 28:19, 20[157].
- „Wyposażony do wszelkiego dzieła dobrego” (ang. „Equipped for Every Good Work”) – 448 s., 1946. Zdaniem wydawcy: „Książka zawiera krótką, lecz zrozumiałą zawartość Biblii, wyjaśniając jej pochodzenie, spisanie i zachowanie, jak również streszczenie każdej księgi biblijnej”. Zawiera również wykresy, tabele, mapy i spis wersetów biblijnych „o zasadniczych naukach bez komentarza”. Premiera książki odbyła się na kongresie pod hasłem „Weselące się narody” w Cleveland w Stanach Zjednoczonych (4–11.08.1946). Każdy z ok. 80 tys. osób, w tym 302 delegatów z 32 krajów ją otrzymał. Służyła za podręcznik w Szkole Teokratycznej do 1963[158][96].

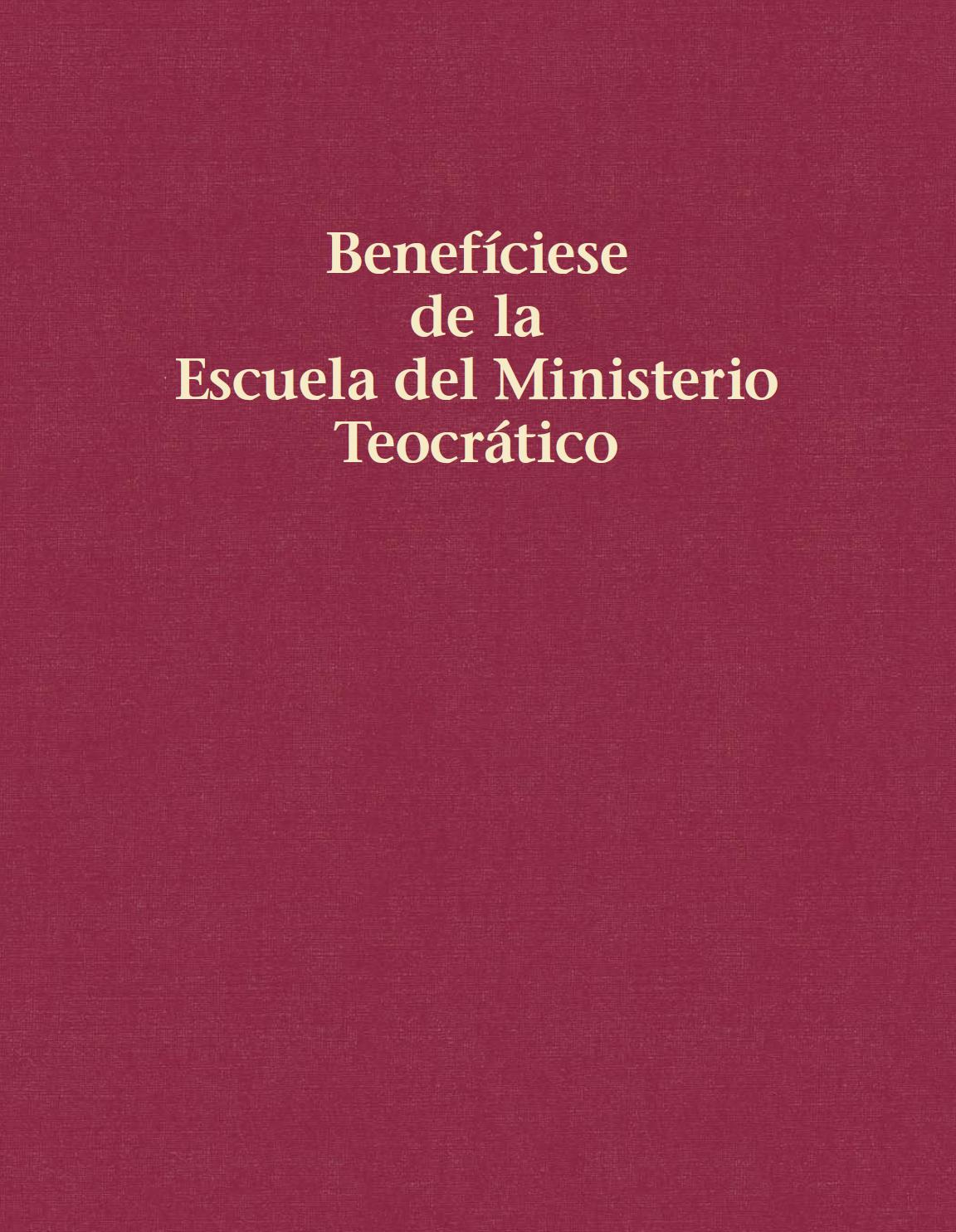
Odnoś pożytek z teokratycznej szkoły służby kaznodziejskiej – jeden z podręczników do 2018 używanych podczas zebrania Chrześcijańskie życie i służba (poprzednio w Szkole Teokratycznej)

- Poradnik dla teokratycznej szkoły służby kaznodziejskiej (ang. Theocratic Ministry School Guidebook) – 192 s., 1971, wznow. 1990., też online[159]. Do 2005 podręcznik Szkoły Teokratycznej. 38 lekcje zawierające cechy przemawiania i nauczania, nad którymi uczestnik zajęć szkoły miał pracować oraz informacje dotyczące przygotowywania się, osobistego studium Biblii, umiejętności skutecznego prowadzenia publicznych rozmów.Odnoś pożytek z teokratycznej szkoły służby kaznodziejskiej – jeden z podręczników do 2018 używanych podczas zebrania Chrześcijańskie życie i służba (poprzednio w Szkole Teokratycznej)

- Odnoś pożytek z teokratycznej szkoły służby kaznodziejskiej (ang. Benefit From Theocratic Ministry School Education) – 288 s., 2002, do 2018 podręcznik używany był w czasie zebrania Chrześcijańskie życie i służba (do 2015 w Szkole Teokratycznej), (od 2019 zastąpiony broszurą Ulepszaj umiejętność czytania i nauczania); 104 jęz. (też wyd. elektron. – CD (WL)); online[160]; IBS, JWL. ISBN 83-86930-57-8. 22 rozdz., 53 lekcje.

Podręczniki organizacyjne
Dla głosicieli:
- Organizacja powołana do ogłaszania królestwa i pozyskiwania uczniów (ang. Organization for Kingdom Preaching and Disciple-Making) – 192 s., 1972, omawiająca sprawy dot. zagadnień organizacyjnych Świadków Jehowy i ich działalności kaznodziejskiej.
- Zorganizowani do pełnienia naszej służby (ang. Organized to Accomplish Our Ministry) – 224 s., 1983 (pol. 1985) (zrew. 1989, pol. 1990), 55 jęz. (też wyd. brajl.), przeznaczona dla Świadków Jehowy, zawierała aktualne wytyczne organizacyjne do 2005.
- Zorganizowani do spełniania woli Jehowy (ang. Organized to Do Jehovah’s Will) – 224 s., 2005, zrew.: 2015, 2020; 120 jęz., online[161] (HTML, PDF), JWL; 17 rozdz., przeznaczona jest dla głosicieli Świadków Jehowy, przedstawia podstawowe informacje o strukturze organizacyjnej wyznania. Dodatek zawiera pytania do omówienia z kandydatami na nieochrzczonych głosicieli zborowych oraz z kandydatami do chrztu. ISBN 83-86930-78-0 (wyd. z 2005).

Dla pionierów:
- Jaśniejcie jako źródła światła na świecie (ang. „Shining as Illuminators in the World”) – 256 s., 1977, wyd. zrew. 1992, 2005. Nieaktualny już podręcznik dla pionierów (do 2013), omawiany był na Kursie Służby Pionierskiej. Zawiera 20 lekcji i materiał dodatkowy.
- „Dokładnie pełnij swoją służbę” (2 Tymoteusza 4:5) (ang. „Fully Accomplish Your Ministry” – 2 Timothy 4:5) – 160 s., 2014 (zrew. 2018, 2021, 2023), też wyd. elektr., aktualny podręcznik dla pionierów, omawiany na Kursie Służby Pionierskiej. Zawiera 18 lekcji.

Dla starszych zboru:
- Kurs Służby Królestwa (ang. Kingdom Ministry School Course) – 220 s., 1960, ówczesny podręcznik dla starszych zboru.

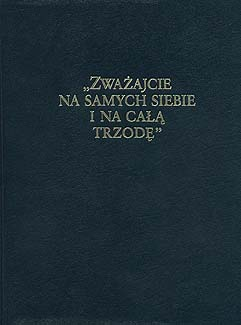
„Zważajcie na samych siebie i na całą trzodę”

- „Zważajcie na samych siebie i na całą trzodę” (ang. „Pay Attention to Yourselves and to All the Flock”) – 158 s., 1991, nieaktualny już podręcznik dla starszych zboru. Omawia zagadnienia organizacyjne dotyczące funkcjonowania zboru oraz postępowanie starszych w różnych kwestiach wyłaniających się w lokalnym zborze. Był również omawiany na Kursie Służby Królestwa.
- „Paście trzodę Bożą” (1 Piotra 5:2) (ang. „Shepherding the Flock of God” – 1 Peter 5:2) – 272 s., 2010, zrew. 2018 i 2021, aktualny podręcznik dla starszych zboru, wyd. dużym drukiem, także wyd. elektr. Tytuł to tekst biblijny z 1 Listu Piotra 5:2. 12 gł. rozdz. omawia zagadnienia organizacyjne, dotyczące funkcjonowania zboru oraz postępowanie starszych w różnych kwestiach wyłaniających się w lokalnym zborze. Podręcznik ten jest również omawiany na specjalnym szkoleniu dla starszych zboru – Kursie Służby Królestwa.

Leksykony, słowniki, zestawiania tematyczne wersetów
- Berejski podręcznik nauczycieli biblijnych (ang. Bible Student’s Manual) – 800 s., 1909, zawiera części: Komentarze do Biblii i Strażnicy; Wprowadzenie i pomoce naukowe; Szkice i indeks; Wyjaśnienie trudnych wersetów, wykaz dodanych wersetów w Nowym Testamencie; Chronologia Biblii i grupa szkiców; 104 ilustracji, że w 1914 skończy się czas pogan; Rewizja przekładu Elberfelder Bibel.Szczegółowa konkordancja do Pisma Świętego w Przekładzie Nowego Świata

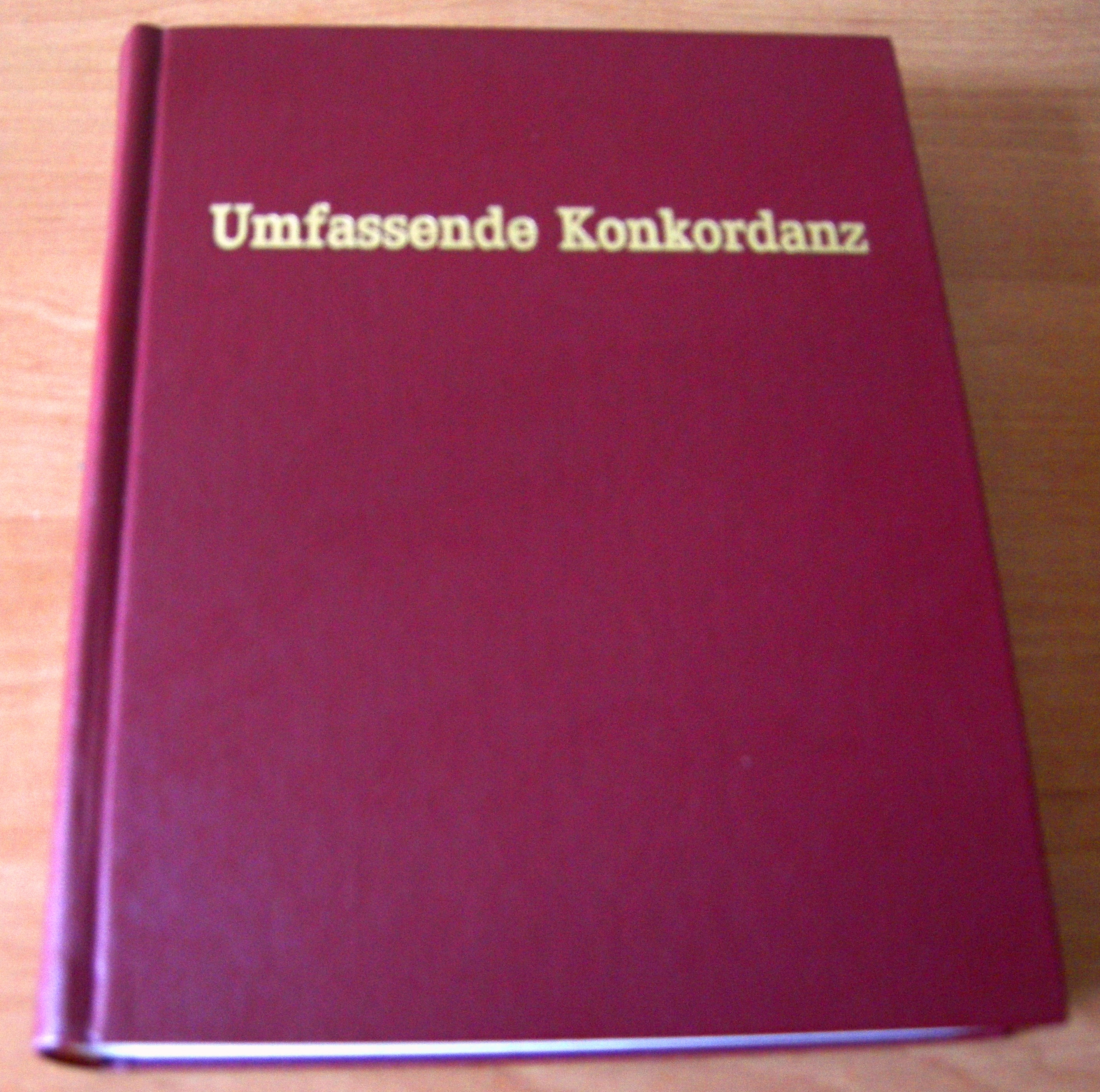
Szczegółowa konkordancja do Pisma Świętego w Przekładzie Nowego Świata

- „Upewniajcie się o wszystkich rzeczach” (ang. „Make Sure Of All Things”) – 418 s., 1953. Zawiera uporządkowane alfabetycznie hasła biblijne (doktrynalne) tego wyznania pomocne do prowadzenia rozmów w działalności kaznodziejskiej[162].

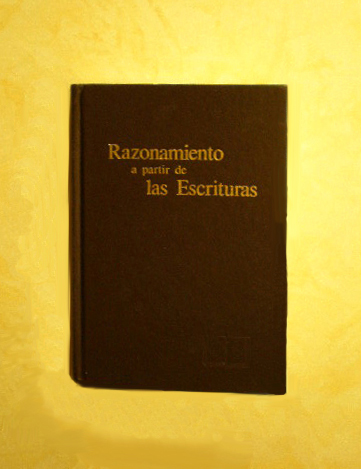
Prowadzenie rozmów na podstawie Pism – podręcznik dla głosicieli

- Pomoc do zrozumienia Biblii (ang. Aid to Bible Understanding; cz. I. – 1969, 544 s.; całość – 1971, 1696 s. (pol. - brak), też online[163] – leksykon biblijny do wnikliwej analizy Biblii, zawierający 4200 haseł.
- Szczegółowa konkordancja do Pisma Świętego w Przekładzie Nowego Świata (ang. Comprehensive Concordance of the New World Translation of the Holy Scriptures) – 1472 s., 1973. 16 640 haseł ułożonych alfabetycznie i ponad 349 200 odnośników do wersetów biblijnych.
- Prowadzenie rozmów na podstawie Pism (ang. Reasoning From the Scriptures) – 448 s., 1991, zrew. 2001, też online[164], podręcznik dla głosicieli. Zawierający tematy biblijne i doktrynalne. Używany w czasie działalności kaznodziejskiej.

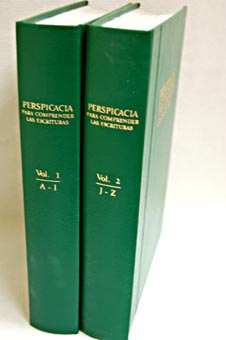
Wnikliwe poznawanie Pism – leksykon biblijny

- Wnikliwe poznawanie Pism (ang. Insight on the Scriptures) – 2-tom. leksykon biblijny (po 1276 s.), 1989 (pol. 2006), 2015 zrew., 14 jęz. (też wyd. elektron. – dyskietki i CD (WL)); IBS; JWL. ISBN 83-86930-84-5, online[165]. Zawiera po 1280 dwuszpaltowych str. w każdym tomie. Hasła biblijne ułożone są alfabetycznie. Znajduje się w nim ponad 3000 haseł dotyczących postaci biblijnych, 97 narodów i plemion, ponad tysiąc haseł poświęconych geografii, 95 roślinom i 111 zwierzętom wymienionym w Biblii. Zawiera 128 kolor. s. 50 dodatków tematycznych, kilkaset map, planów, ilustracji i innych pomocy wizualnych, w tym skorowidzu. Hasła podano wielkimi literami, główne śródtytuły pogrubiono, podano transkrypcję wyrazów występujących w oryginałach i objaśniono ich dosłowne znaczenie. Hasła zawierają też odsyłacze do wersetów biblijnych. Jeden z podręczników używanych w latach 2014–2015 w Szkole Teokratycznej.
- Wersety biblijne przydatne dla chrześcijanina (ang. Scriptures for Christian Living) – 130 s., 2023, (polski – brak), zatwierdzonych ponad 300 jęz., też wyd. online, (JW Library – JWL; Internetowa Biblioteka Strażnicy – IBS; EBUP, MOBI, PDF, HTLM, audiobook, video; Watchtower Library – WL), także w j. migowych i w alfabecie Braille’a; zawiera wersety biblijne na ponad 100 tematów; podzielona na 7 kategorii.

## Broszury

### Broszury informacyjne
W celu zaspokojenia szczególnych potrzeb Towarzystwo Strażnica opracowuje i wydaje broszury przeznaczone dla przedstawicieli władz, organizacji broniących praw człowieka i środowisk prawniczych, a także nauczycieli, lekarzy i przedstawicieli innych profesji.

## Traktaty

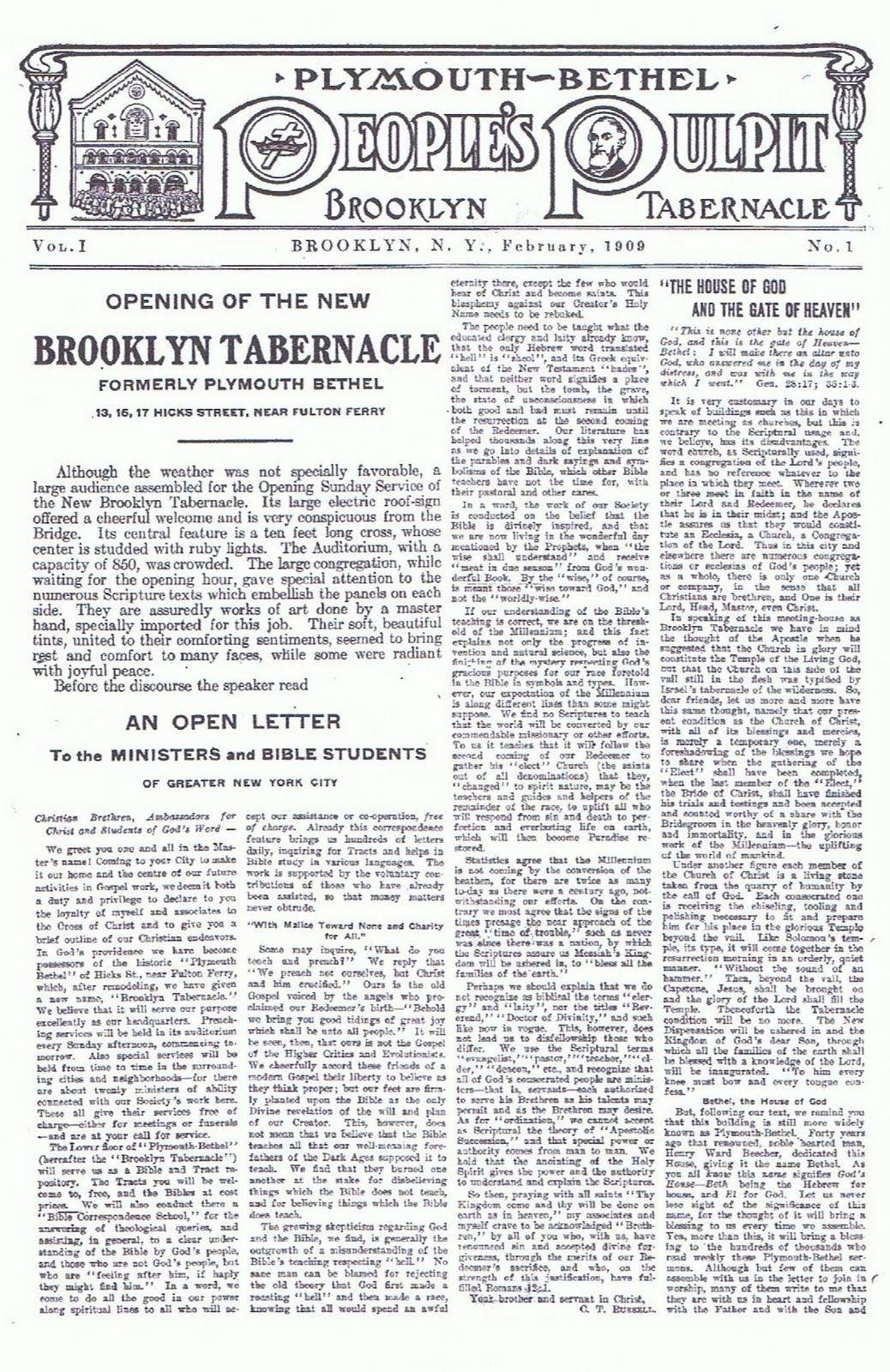
Kazalnica Ludowa (seria traktatów), nr 1 z lutego 1909

Pierwsze traktaty zostały wydane w 1881 dla podkreślenia, że nie chodzi o głoszenie żadnych nowych poglądów ani tworzenie nowej religii, tylko przywrócenie niezafałszowanych nauk Jezusa Chrystusa i jego apostołów, wydano wówczas serię pt. Traktaty Staroteologiczne. W kolejnych latach bezpłatne Traktaty Badaczy Pisma Świętego ukazywały się regularnie pod wspólnym tytułem Kwartalniki Staroteologiczne (1892–1908). W roku 1909 po przeprowadzce Biura Głównego do Brooklynu zaczęto wydawać serie traktatów: Kazalnica Ludowa, Pismo dla Każdego i Miesięcznik Badaczy Pisma Świętego.
Niektóre z nich miały ponad 100 stron.
Do roku 1918 rozpowszechniono w sumie ponad 300 milionów traktatów..
Nowa seria traktatów ukazała się w roku 1951. W 2013 roku zmieniono ich format, do roku 2018 w tym formacie wydrukowano ich około 5 miliardów egzemplarzy. Dostępne są w wersji elektronicznej, także w aplikacjach dla urządzeń cyfrowych JW Library, JW Library Sign Language oraz JW Language.

## Filmy, wideokasety i DVD

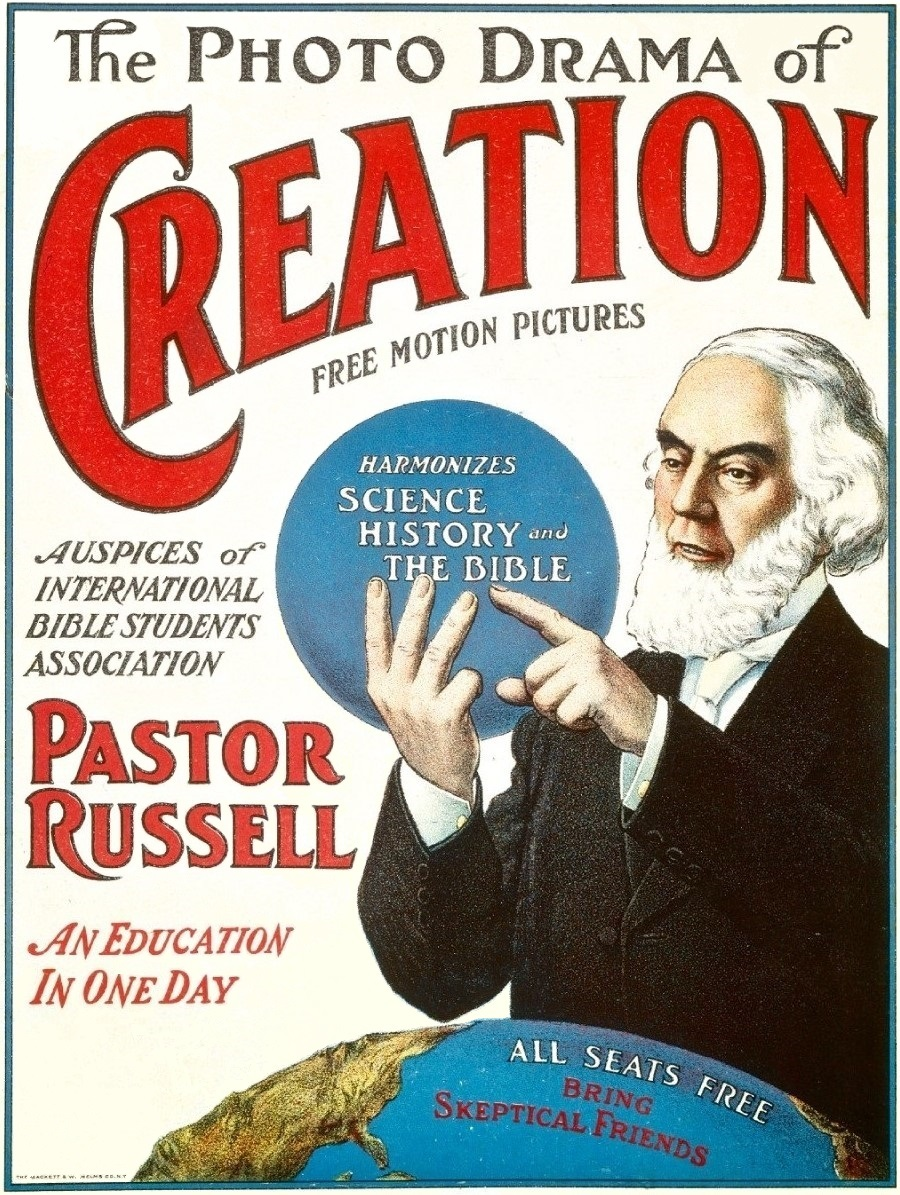
Afisz Fotodramy stworzenia – pierwszego filmu Towarzystwa Strażnica z 1914 roku

- Fotodrama Stworzenia (ang. Photo-Drama of Creation) – rel., (1912–1913), epicka prezentacja przedstawiająca obraz dziejów od stworzenia świata do zakończenia tysiącletniego panowania Chrystusa. Pierwsza na świecie ekranizacja zawierająca ruchomy film oraz kolorowe przezrocza zsynchronizowane z muzyką oraz nagraną narracją.
- Dramat Eureka – skrócona wersja Fotodramy stworzenia (1914),
- Dramat Stworzenia – skrócona niem. wersja Fotodramy stworzenia (1928)[172],

- Społeczeństwo Nowego Świata w działaniu (ang. The New World Society in Action)[173] – 76 min. dokum. (1954; wyd. VHS 1995), też online, 19 jęz. Ukazuje działalność kaznodziejską w różnych krajach, działalność wydawniczą, zgromadzenia oraz strukturę organizacyjną wyznania z lat 50. XX wieku. Film ten był wyświetlany publicznie na szeroką skalę w ponad 100 krajach. Jego premiera odbyła się w Nowym Jorku 3 kwietnia 1954 roku z udziałem ponad 1100 widzów, a w pierwszym roku wyświetlania obejrzało go w 75 krajach (w 177 kopiach) 1 290 745 osób.

- Świadkowie Jehowy – organizacja godna swej nazwy (ang. Jehovah’s Witnesses – The Organization Behind the Name) – 55 min., dokum. (1990; pol. 1992), 41 jęz. Ukazuje religijne struktury organizacyjne tego wyznania m.in.: prowadzoną przez nich działalność kaznodziejską, sposoby kierowania ich organizacją religijną, wydawania przez nich publikacji oraz ich miejsca spotkań. Dokładnie pokazano ich Biuro Główne oraz Farmy Towarzystwa Strażnica. Emitowany był w telewizjach, np. w 5 stacjach w Dominikanie w 1994, w państwowej telewizji w Wybrzeżu Kości Słoniowej w 1998 oraz w 2000 w Gujanie Francuskiej[174].
- Fioletowe trójkąty (ang. Purple triangles) – 25 min., dokum, (1991), 81 jęz., też w j. migowych, online i JWL. Przedstawia historię niemieckiej rodziny Kusserow, Świadków Jehowy, jej niezłomną postawę, relacje z życia, więzienie za odmowę odbywania służby wojskowej w okresie hitleryzmu.
- Biblia – Księga faktów i proroctw (ang. The Bible – A Book of Fact and Prophecy) – dokum.-rel. (1992–2000), 33 jęz. Był wyświetlany w telewizjach różnych krajów, np. na początku 2002 pokazywany w jednej z ogólnokrajowych telewizji indyjskich w programie Home Shanti (Spokój w domu). W 2005 nagrano 28-min. wersję telewizyjną w języku angielskim. Seria składa się z trzech 40 min. części:
  - Biblia – dokładna historia, niezawodne proroctwa (ang. Accurate History, Realiable Prophecy) (1992, pol. 1995) – odpowiada m.in. na pytanie Czy Biblia jest dokładna i niezawodna? Jak powstała? Czy może nam pomóc radzić sobie ze współczesnymi problemami? Ukazuje miejsca gdzie powstała Biblia oraz eksponaty z nią związane. Omawia niektóre odkrycia archeologiczne, przybliża mocarstwa odgrywające ważną rolę w historii biblijnej. Opisuje życie mieszkańców starożytnych państw m.in. Egiptu, Asyrii, Babilonu. Realizatorzy zachęcają „do wyrobienia sobie własnej opinii na temat rzetelności i dokładności Biblii w świetle zapoznania się z autentycznymi dokumentami ludzi z tamtej epoki i z monumentami, które wznieśli, by pozostawić po sobie ślad w historii. Pomaga nabrać większego szacunku dla Biblii”.
  - Biblia – najstarsza księga współczesnego człowieka (ang. Mankind's Oldest Modern Book) (1993, pol. 1997) – przedstawia miejsca w krajach biblijnych, zabytki z muzeów. Odpowiada na pytanie dzięki czemu Biblia przetrwała do naszych czasów i stała się najbardziej tłumaczoną i rozpowszechnianą książką? Zawiera wypowiedzi osób, które opowiadają, jak Biblia pomaga im radzić sobie z różnymi problemami.
  - Biblia – jej siła oddziaływania (ang. Its Power in Your Life) (1996, pol. 1997) – zdaniem realizatorów przedstawia praktyczną wartość Biblii we współczesnym świecie. Wywiady ukazują, z jaką mocą Biblia wywiera na życie korzystny wpływ.

- Niezłomni w obliczu prześladowań – Świadkowie Jehowy a hitleryzm (ang. Jehovah’s Witnesses Stand Firm Against Nazi Assault) – 78 min., dokum., 31 jęz. Też 28 min. tzw. wersja dla szkół wraz ze specjalną broszurą pomocną do jej analizy; 57 min. wersja dla stacji tv (VHS, 1997; DVD 2008 oraz j. migowy). Premiera odbyła się 6 listopada 1996 w muzeum byłego obozu koncentracyjnego Ravensbrück w Niemczech. Złożony jest z wypowiedzi 34 osób – Świadków Jehowy, którzy przetrwali okres nazizmu, oraz 10 niezależnych historyków i religioznawców. W 1997 w Moskwie, odbyła się konferencja prasowa i rosyjska premiera filmu z udziałem 10 byłych więźniów z Rosji, Ukrainy i Niemiec. 28 lutego 1998 w 65. rocznicę wydania rozporządzenia w hitlerowskich Niemczech zakazującego działalności Świadków Jehowy w tym kraju, zorganizowano we Francji publiczne prezentacje filmu. Udostępniono ponad 7 mln zaproszeń na projekcję filmu. N.p. w Paryżu historycy i byli więźniowie obozów koncentracyjnych odpowiadali na pytania widzów, którzy przybyli w sumie w liczbie ok. 5000. 21 stycznia 2004 w Centrum Kultury Żydowskiej w Krakowie odbyła się projekcja filmu. Wprowadzenie przedstawiła Teresa Wątor-Cichy z Państwowego Muzeum Auschwitz-Birkenau, autorka książki pt. Więzieni za wiarę. Świadkowie Jehowy w KL Auschwitz[175].

- Zjednoczeni dzięki pouczeniom Bożym (ang. United by Divine Teaching) – 55 min., dokum., (1995), 31 jęz., online i JWL. Ukazuje kongresy międzynarodowe z 1993/1994, p.h. „Pouczani przez Boga” oraz przygotowania, migawki z programu oraz wizyty delegatów z innych krajów. Szczegółowo ukazano kongresy w Moskwie, Kijowie, Santiago, Bogocie, Nairobi, Johannesburgu, Manili oraz w Hongkongu. Jak sami realizatorzy podkreślają film ten pozwala odczuć niepowtarzalny klimat, każdego zgromadzenia i pokazuje jak społeczność Świadków Jehowy potrafi się wznieść ponad antagonizujące uprzedzenia[176].
- Noe – człowiek, który chodził z Bogiem (ang. Noah – He Walked With God) – 25 min., kostium.-anim., (1997), 63 jęz. oraz online i JWL. Ukazuje biblijną relację o potopie, Noem i jego arce. Sceny plenerowe nagrywane były w Danii[177].
- Młodzi ludzie pytają: Jak znaleźć prawdziwych przyjaciół? (ang. Young People Ask – How Can I Make Real Friends?) – 65 min., (1999), 46 jęz. oraz online i JWL. 1 część: Wypowiedzi młodych Świadków Jehowy ze Stanów Zjednoczonych, Włoch Francji i Hiszpanii. Podaje oparte na Biblii odpowiedzi na trzy pytania: Co może być przeszkodą w nawiązywaniu przyjaźni?, Jakie niebezpieczeństwa kryją się w złym towarzystwie? i Na czyjej przyjaźni powinno nam najbardziej zależeć?. Stylem przypomina artykuły z serii „Młodzi ludzie pytają” ukazujące się w „Przebudźcie się!”. 2 część: Film fabularny, współczesna historia pewnej młodej osoby, która szuka przyjaciół. Jak nadmieniają sami realizatorzy, jest to realistyczna historia, przypominająca biblijną relację o Dinie (Rdz, rozdział 24)[178].

- Metody alternatywne wobec transfuzji W 2000 Dział Nagrań Dźwiękowych i Filmów Wideo Towarzystwa Strażnica przy pomocy Biur Oddziałów w Niemczech, Wielkiej Brytanii, Szwajcarii, Francji, Belgii i w innych krajach, ukończyło realizacje serii filmu. Oparty jest na wypowiedziach wielu znanych ekspertów, omawia kwestie medyczne, prawne i etyczne związane z metodami alternatywnymi wobec transfuzji. Premiera (pierwszej części Strategie alternatywne wobec transfuzji – proste, skuteczne, bezpieczne) odbyła się w maju 2000 na konferencji medycznej w Genewie z udziałem ponad 300 europejskich specjalistów w zakresie tzw. bezkrwawej chirurgii. Półtoragodzinna seria filmu dokumentalnego składa się z trzech 30-minutowych części:
  - Strategie alternatywne wobec transfuzji – proste, skuteczne, bezpieczne (ang. Transfusion – Alternative Strategies Simple, Safe, Effective) – 30 min. pierwsza część (2000; pol. 2001), też online, JWL. Zdaniem realizatorów przeznaczona jest głównie dla lekarzy i studentów medycyny. Posłużono się w nim animacją komputerową, by zilustrować rolę różnych składników krwi. Omawia historię operacji chirurgicznych bez przetaczania krwi, program strategii alternatywnych, tzw. trzy filary strategii alternatywnych (tolerancja niedokrwistości, optymalizacja obrazu krwi i zminimalizowanie utraty krwi). Zawiera również wypowiedzi i wywiady lekarzy różnych specjalności i wykładowców medycyny z różnych krajów. Został nagrodzony na 34. Międzynarodowym Festiwalu Filmów Wideo w Stanach Zjednoczonych. W dwóch kategoriach: Dokumentacja badań naukowych oraz Profesjonalizm i wartość edukacyjna zdobył drugie miejsce i został nagrodzony Srebrnym Ekranem. W trzeciej kategorii: Aktualności zajął pierwsze miejsce i otrzymał nagrodę Złotej Kamery. Od 20 do 22 maja 2011 w Moskwie na jubileuszowym 60. Międzynarodowym Kongresie Europejskiego Towarzystwa Chirurgów Układu Sercowo-naczyniowego i Wewnątrznaczyniowego (ESCVS), lekarzom z 40 krajów udostępniono ponad pół tysiąca płyt DVD z tym filmem w czasie wystawy pod takim samym tytułem jak film.
  - Metody alternatywne wobec transfuzji w opiece zdrowotnej – uszanowanie potrzeb pacjenta (ang. Transfusion-Alternative Health Care – Meeting Patient Needs and Rights) – 30 min. druga część (2002; pol. 2003), też online, JWL. Zdaniem realizatorów „skierowana jest zwłaszcza do pracowników służby zdrowia, opieki społecznej oraz sądownictwa, a także dziennikarzy zajmujących się problematyką medyczną. Jak wskazuje tytuł, zajęto się w nim troską o zdrowie pacjenta przy jednoczesnym uwzględnieniu jego praw. Przy powstawaniu tej części serii pomagał 10 osobowy komitet naukowy profesorów medycyny, ordynatorów i doktorów medycyny z 6 krajów. Omawia problemy związane z leczeniem krwią, skomplikowane operacje bez transfuzji, niepotrzebne transfuzje i unikanie zagrożeń medycznych”.
  - Żadnej krwi – medycyna podejmuje wyzwanie (ang. No Blood – Medicine Meets the Challenge) – 30 min. trzecia część (2001; pol. 2003), też online, JWL. Zdaniem realizatorów – „przeznaczona jest głównie dla niefachowców z dziedziny medycyny. Przedstawia analizę przypadków oraz wywiady z wiodącymi specjalistami, niebędącymi Świadkami Jehowy – pracownikami ochrony zdrowia, prawnikami, lekarzami”.

Obecnie jest on dostępny w 34 językach. W latach 2001–2002 film ten pokazały sieci telewizyjne w Stanach Zjednoczonych. Pod koniec 2001 w Wielkiej Brytanii Narodowa Służba Zdrowia (NBS) wysłała wideokasety tego filmu wszystkim hematologom i dyrektorom banków krwi. Wyświetlany jest również na licznych konferencjach i seminariach medycznych na świecie.
- Cała społeczność naszych braci (ang. Our Whole Association of Brothers) – 45 min., 2001, dokum., 150 jęz., też w j. migowych, online i JWL. Tytuł zaczerpnięto z 1 Pt 2:17: Miłujcie całą społeczność braci. Według realizatorów, udziela on krzepiącej odpowiedzi na pytanie: Czy w dzisiejszym świecie pełnym cynizmu i nienawiści rzeczywiście istnieje coś takiego jak prawdziwa społeczność braci?. W trzech części: 1. Świadczenie ramię przy ramieniu. Ukazano z jaką determinacją wyznawcy przemierzają samolotem Alaskę; odwiedzają port w Antwerpii; płyną przez Amazonkę, aby wszędzie tam podzielić się z ludźmi swoimi wierzeniami. 2. Niesienie pomocy potrzebującym. Pokazano ich pomoc humanitarną po trzęsieniu ziemi w japońskim Kobe. 3. Wielbienie Boga w jedności. Ukazano jak powstaje Sala królestwa w jednej z miejscowości w Ekwadorze, urządzanie zebrań religijnych w czasie oficjalnego zakazu ich działalności, oraz jedno ze zgromadzeń religijnych w Afryce.
- Chrońcie swoje dziecko (ang. Protect Your Children) – (2002), 23 jęz.. reklama społeczna pomagająca rodzicom chronić dzieci przed pedofilami.
- Wierni w obliczu prób – Świadkowie Jehowy w Związku Radzieckim (ang. Faithful Under Trials - Jehovah's Witnesses in the Soviet Union) – 54 min., 2003, 35 jęz., dokum. o operacji Północ, złożony z wypowiedzi niezależnych historyków oraz naocznych świadków wydarzeń. Premiera odbyła się w Moskwie, z okazji 50. lecia ukazanych wydarzeń. Emitowany w rosyjskich i ukraińskich stacjach telewizyjnych. W 2003 na festiwalu filmowym Telly Award zdobył brąz w kategorii – Historia/Biografia[179].
- Śmiało głośmy w obliczu sprzeciwu (ang. Boldly Witnessing Despite Opposition) – 40 min., kostium., w j. migowych (amerykańskim, francuskim i włoskim) i online, 2003. Zawiera dramat biblijny – aktorzy posługują się j. migowym – ukazujący życie i służbę naśladowców Jezusa w I w., opisaną od 2 do 7 rozdz. Dz Ap.
- Pozostań niezłomny w naszych czasach (ang. Stand Firm in Troublesome Times) – 45 min., kostium., w j. migowych (amerykańskim, francuskim i włoskim), też online, 2003. Zawiera dramat biblijny – aktorzy posługują się j. migowym – ukazujący pokrótce długoletnią działalność Jeremiasza – od jego młodości aż do zburzenia Jerozolimy, o którym gorliwie prorokował. Opisuje jak Jeremiasz uważał, że się nie nadaje do zleconego mu zadania, ale mimo sprzeciwu wypełnił je, a Bóg go ocalił (Jer 1:8, 18, 19).
- Szanuj władzę Jehowy (ang. Respect Jehovah’s Authority) – 56 min. kostium., 2003, 36 jęz., też online, JWL. Ekranizuje relację opisującą wydarzenia z Lb z rozdz. od 13 do 16. Izraelici znajdując się u granic Ziemi Obiecanej stoją przed poważnym dylematem. Czy mają dalej popierać Mojżesza, czy wybrać sobie nowych przywódców i wracać do Egiptu? Ukazuje bunt znanego Lewity Koracha oraz Datana i Abirama i jego skutki.
- Ostrzegawcze przykłady na nasze czasy (ang. Warning Examples For Our Day) – 37 min., kostium., 2003, 37 jęz. też w j. migowych, online, JWL. Ekranizuje biblijną relację opisującą wydarzenia z Lb. Izraelici znajdując się u granic Ziemi Obiecanej na równinach moabskich, są podani próbie wierności wobec Boga. W filmie przedstawiono Jamina jako narratora tamtych wydarzeń.
- Aż po krańce ziemi (ang. To the Ends of the Earth) – 42 min., dokum. (2004, DVD 2007, też online, JWL), 27 jęz. Omawia dokonania absolwentów Szkoły Gilead w pierwszym półwieczu swego istnienia. Studenci z pierwszej klasy tej uczelni (z 1943) opowiadają o początkach jej istnienia i prowadzonej działalności misjonarskiej. Ukazano również 95 klasę (z 1993) tej szkoły od pierwszego dnia nauki do rozdania dyplomów, oraz pokazano niektórych misjonarzy działających w terenie w różnych częściach świata[180].
- Nieustraszenie dawali świadectwo na rzecz dobrej nowiny (ang. They Bore Thorough Witness to the Good News) – 45 min. kostium., w j. migowych (amerykańskim, francuskim, koreańskim i włoskim), też online, 2004. Zawiera dramat biblijny – aktorzy posługują się j. migowym – opisujący działalność apostoła Pawła i pierwszych chrześcijan.
- Dąż do celów, które przysparzają czci Bogu (ang. Purse Goals that Honor God) – 51 min., kostium., też online, JWL, (2005) (aktorzy posługujący się j. migowym – 46 min), 2007, 45 jęz. Ukazuje historię biblijnego Tymoteusza (jego ponad 20 letni okres życia do roku 67 n.e.).
- Młodzi ludzie pytają: Jak pokierować swoim życiem? (ang. Young People Ask – What Will I Do With My Life?) – 75 min. fabul. (2005), 33 jęz., też online, JWL. W pierwszej części (51 min.) pokazuje fabularyzowaną historię pewnego młodego człowieka. Stoi on przed wyborem drogi życiowej, jako sportowca. Ukazuje jego wewnętrzne zmagania i dążenia. W części drugiej (24 min.) przeprowadzono wywiady z młodymi Świadkami Jehowy z czterech krajów (Stany Zjednoczone, Wielka Brytania, Niemcy, Brazylia) na temat ich życiowych wyborów, omawiając 5 zagadnień („Znaczenie studium osobistego”, „Różne formy świadczenia”, „Służba w Betel”, „Kurs Usługiwania”, „Szkoła Gilead”).
- Dawid – człowiek, który ufał Bogu (ang. David – Trusted in God) – 29 min. kostium.-anim., też online, JWL, (2005), 63 jęz. (także j. migowe). Ukazuje biblijną relację o królu Dawidzie, jego rodzinie, walce z Goliatem, problemem z Saulem, przyjaźni z Jonatanem i objęciem tronu królewskiego w Izraelu.
- Świadkowie Jehowy – zorganizowani do głoszenia dobrej nowiny (ang. Jehovah’s Witnesses – Organized to Share the Good News) – 30 min. dokum. (2006; pol. 2007), 160 jęz. (też online oraz w j. migowych), JWL, online. Ukazuje obecną strukturę organizacyjną tego wyznania, m.in.: prowadzoną przez nich zorganizowaną ogólnoświatową działalność kaznodziejską, głosicieli, misjonarzy Szkoły Gilead, sposoby kierowania ich organizacją religijną, niektóre z Biur Oddziału, ich Komitety i pracujących tam wolontariuszy, wydawania przez nich publikacji. Wyjaśniono czym zajmują się np. grupy odwiedzające chorych, komitety łączności ze szpitalami, służba informacji o szpitalach, dział służby, dział zgromadzeń, szybkościowe budowy miejsc zgromadzeń religijnych, jak również niektóre z przeprowadzanych przez nich szkoleń. Przedstawiono m.in. organizację w ich Biurze Głównym, w ich największej drukarni, w Centrum Szkoleniowym, a także inne ich największe drukarnie oraz ich miejsca spotkań, ich budowę i prowadzone w nich zgromadzenia religijne, a także finansowanie ich działalności z dobrowolnych datków. Motto filmu zaczerpnięto z Mt 28:19 Idźcie więc i czyńcie uczniów z ludzi ze wszystkich narodów.
- Budowanie Sal Królestwa przyczynia się do rozwoju prawdziwego wielbienia (ang. Building Kingdom Halls Advances True Worship) – 2006, DVD i online, 18 jęz. Ukazuje budowę kilku z przeszło 14 tys. Sal Królestwa realizowanych od 1997 przez wolontariuszy z Międzynarodowego Programu Budowlanego w krajach uboższych Ameryki Łacińskiej i Południowej, Afryki, Azji i Oceanii[181].
- Kres religii fałszywej jest bliski! (ang. The End of False Religion Is Near!) – w amerykańskim i brazylijskim j. migowym (2007, DVD, online). Tłumaczenie traktatu nr 37 o identycznym tytule wydanego w ponad 400 jęz. i rozpowszechnionego na całym świecie w nakładzie prawie miliarda egz. Zdaniem wydawców odpowiada na pytania Jak rozpoznać religię fałszywą? Jaki będzie jej kres? Jak się to odbije na tobie? oraz Jak rozpoznać religię prawdziwą?
- Czy chciałbyś poznać prawdę? – j. migowym (w tym w polskim j. migowym) (2008, DVD, online). Tłumaczenie traktatu o identycznym tytule wydanego w ponad 400 jęz. i rozpowszechnianego w 235 krajach jesienią 2008. Zdaniem wydawców odpowiada na podstawie Biblii na 6 podstawowych pytań: Czy Bóg naprawdę się o nas troszczy?, Czy wojny i cierpienia kiedyś się skończą?, Co się dzieje z człowiekiem po śmierci?, Czy jest jakaś nadzieja dla umarłych?, Jak modlić się do Boga, żeby zostać wysłuchanym?, Jak prowadzić szczęśliwe życie?.
- Cudowne dzieła stwórcze ukazują chwałę Boga (ang. The Wonders of Creation Reveal God’s Glory) – 32 min. (55 min. z dodatkami i zdjęciami) (2008; DVD 2009),; 41 jęz., też j. migowy. Ukazuje „dzieła stwórcze Jehowy Boga”; zawiera też 20 min dodatki: Światło i kolor, Wzory, Woda i Życie zaprojektowane, oraz zdjęcia 18 galaktyk, mgławic i gromad gwiazd (2,40 min).

- Świadkowie Jehowy. Historia żywej wiary (ang. Jehovah’s Witnesses. Faith in Actions) – seria filmów dokumentalnych o historii działalności Świadków Jehowy; 63 jęz., też j. migowy, online, JWL.
  - Z ciemności ku światłości (ang. Out of Darkness). 62 min., część 1; 2010; historia działalności do 1942.
  - Niech zajaśnieje światło (ang. Let The Light Shine). 43 min., część 2; 2011; historia działalności z lat 1942–1970.
- Zostań przyjacielem Jehowy. Bądź posłuszny i szczęśliwy (ang. Become Jehovah’s Friend-Listen, Obey, and Be Blessed) – 15 min. animowany dla dzieci, pierwszy z serii, ponad 130 jęz., też pol. j. migowy, online, 2012. Lekcja 1. Bądź posłuszny rodzicom Lekcja 2. Bądź posłuszny Jehowie, Zaśpiewajmy razem. Pozostałe lekcje tylko online (3. Zawsze się módl, 4. Kradzież jest zła, 5. Chodźmy do służby, 6. Powiedz „proszę” i „dziękuję”, 7. Dawanie uszczęśliwia, 8. Dbaj o porządek i czystość, 9. Jehowa stworzył wszystko, 10. Bądź życzliwy i dziel się, 11. Wspaniałomyślnie przebaczaj, 12. Piotruś i Zosia w Betel, 13. Jehowa pomoże być ci odważnym, 14. Przygotuj swoją odpowiedź, 15. Uważnie słuchaj na zebraniach, 16. Głoś w języku obcym, 17. Chrońcie swoje dzieci, 18. Szanuj dom Jehowy; 19. Bądź szczodry, 20. Bądź prawdomówny, 21. Możesz być cierpliwy, 22. Jeden mężczyzna, jedna kobieta, 23. Imię Jehowa, 24. Cudowne dzieła Jehowy, 25. Zawieraj nowe przyjaźnie, 26. Okup, 27. Wyobrażaj sobie raj, 28. Bądź wytrwały mimo niesprawiedliwego traktowania, 29. Bądź pokorny, 30. Wytrwałość mimo straty kogoś bliskiego, 31. Dbaj o dom Jehowy, 32. Bądź dobrym głosicielem, 33. Sprawiaj radość Jehowie, 34. Pomagaj innym, 35. Mądrze korzystaj z czasu, 36. Rodzice karcą, bo nas kochają, 37. Bądź gotowy na poświęcenia, 38. Kochaj swojego bliźniego, 40. Jehowa przebacza oraz Filmy animowane, które poruszają serca najmłodszych i pieśni)[182].
- „Chodźmy dzięki wierze, a nie dzięki widzeniu” (ang. „Walk by Faith, Not by Sight”) – 53 min., historyczny, kostiumowy; 75 jęz., też j. migowy, online, JWL, 2012. Armia rzymska przerywa oblężenie Jerozolimy. Dwie chrześcijańskie rodziny stoją wobec trudnych wyborów: posłuchanie Jezusa i zostawienie swojego dotychczasowego życia i wytrwanie przy tej decyzji.
- ‛Dobra nowina dla każdego narodu, plemienia i języka’ (ang. ‘Good News To Every Nation, Tribe, and Tongue’) – 25 min., 120 jęz., też j. migowe, 2013, online, JWL. Przedstawia działalność tłumaczeniową publikacji biblijnych.
- Powrót syna marnotrawnego (ang. The Prodigal Returns) – 104 min., 90 jęz., też j. migowy, online, JWL, 2013. Oparta na przypowieści Jezusa historia współczesnego syna marnotrawnego.
- Te słowa mają być w twoim sercu (ang. The Words...Must Be on Your Heart) – 69 min., 93 jęz., też j. migowy, online, JWL, 2014. Oparty na wersecie biblijnym z Pwt 6:6. Przedstawia historię rodziny, która jednoczy się duchowo i ożywia łączącą ich miłość.
- Królestwo Boże – 100 lat panowania (ang. The Kingdom – 100 Years and Counting)  – 28 min., fabul., 90 jęz., online, JWL oraz j. mig., 2015. Przedstawia historię Świadków Jehowy od objęcia rządów Królestwa Bożego w 1914 oraz zawiera wywiady z długoletnimi Świadkami Jehowy.
- Czym jest prawdziwa miłość? (ang. What Is True Love?)  – 75 min., fabul., 115 jęz., także online, JWL oraz j. mig., 2015. Oparty na zasadach, które pomagają w wyborze partnera małżeńskiego i w okazywaniu prawdziwej miłości już po ślubie.
- „Nadzieja co do tego, czego nie widzimy ” (ang. “Hope for What We Do Not See”) – 48 min., fab., 170 jęz., online, JWL oraz j. mig., 2016.  Przedstawia historię rodziny, która doświadczyła podobnych nieszczęść jak Hiob’.
- „Jehowo, (...) w tobie pokładam ufność” (ang. “O Jehovah, ... I Trust in You”) – 52 min., fab., 170 jęz., online, JWL oraz j. mig., 2016.  Historia król Ezechiasza podejmującego decyzje, kierowane wiarą i lojalnością.
- „Bóg uczynił go zarówno Panem, jak i Chrystusem” (ang. ‘For a Certainty God Made Him Lord and Christ’) – 71 min., kostium., 2-cz., 170 jęz., online, JWL oraz j. mig., 2016. Przedstawia życie i służbę Jezusa, a według wydawców umacnia  wiarę i przekonanie, że Jezus jest obiecanym Mesjaszem i Królem w Królestwie Bożym.
- Pamiętaj o żonie Lota (ang. Remember the Wife of Lot) – 90 min., fab., 170 jęz., online, JWL oraz j. mig., 2017. „Przedstawia historię rodziny, która uczy się chronić  przed niebezpieczeństwami, o których mówił Jezus”.
- Historia Jonasza – opowieść o odwadze i miłosierdziu (ang. The Story of Jonah – A Lesson in Courage and Mercy) – 45 min., kostium., 170 jęz., online, JWL oraz j. mig., 2018. „Przedstawia historię proroka Jonasza”.
- Historia Jozjasza – kochaj Jehowę i miej nienawiść do zła (ang. The Story of Josiah: Love Jehovah; Hate What Is Bad) – 64 min., kostium., 170 jęz., online, JWL oraz j. mig., 2019. „Przedstawia historię proroka Jozjasza”.
- Nehemiasz: ’Radość od Jehowy jest waszą siłą’ (ang. Nehemiah: ’The Joy of Jehovah Is Your Stronghold’) – 77 min., kostium., 2-cz., 514 jęz., online, JWL oraz j. mig., 2020. „Przedstawia historię proroka Nehemiasza, który przewodzi w odbudowie murów Jerozolimy i przywróceniu czystego wielbienia Jehowy”.
- Daniel: Historia wielkiej wiary!  (ang. Daniel: A Lifetime of Faith) 110 min., kostium., 2-cz., 514 jęz., online, JWL oraz j. mig., 2021. „Film ukazujący, z jakimi pokusami, próbami i drwinami zetknął się Daniel”.
- Jehowa prowadzi nas drogą pokoju (ang. Jehovah Guides Us in the Way of Peace)[183] – 70 min., kostium., 2-cz., 514 jęz., online, JWL oraz j. mig., 2022. „Film ukazuje, jak Jehowa przez wieki prowadził swój lud i torował drogę do ustanowienia Królestwa Bożego. Odpowiada na pytania: Dlaczego możemy być pewni, że Jehowa zadba o swoich sług, którzy Mu ufają? oraz Dlaczego możemy być pewni, że trwały pokój jest na wyciągnięcie ręki?”.
- „Zdaj się na Jehowę” (ang. “Commit Your Way to Jehovah”)[184] – 73 min., 2-cz., 514 jęz., online, JWL oraz j. mig., 2023. „Film ukazuje, jak afrykańska rodzina radzi sobie z tymi wyzwaniami i uczy się cierpliwie czekać na Jehowę”.
- Ewangelia według Jezusa: Odcinek 1: Prawdziwe światło świata (ang. The Good News According to Jesus: Episode 1: The True Light of the World)[185] – 71 min., kostium., ponad 500 jęz., online, JWL oraz j. mig., 2024. Pierwszy z serii 18 odcinków. „Film ukazuje wydarzenia zapowiadające przyjście Mesjasza i życie Jezusa do jego chrztu”.

## Publikacje roczne
- Watchtower Library – program komputerowy,
- Codzienne badanie Pism – też online i j. migowe, zawierają teksty biblijne na każdy dzień wraz z komentarzami,
- Kalendarz Świadków Jehowy – wydawany corocznie od 1918 do 2016[186],
- Przewodnik po publikacjach Świadków Jehowy[187] (ang. Research Guide for Jehovah’s Witnesses) – 124 s., corocznie, ok. 180 jęz.[188] (w pol. i w pol. j. migowy tylko online), zawiera 20 głównych haseł wraz z odnośnikami do publikacji,
- Oprawny tom czasopism Strażnica i Przebudźcie się!,
- Oprawny tom Strażnicy
- Oprawny tom Przebudźcie się!,
- Plakietka kongresowa,
- Rocznik Świadków Jehowy – zawierał sprawozdanie z działalności w danym roku, wydawane od 1922 do 2017 roku.
- Skorowidz do publikacji Towarzystwa Strażnica,
- Zaproszenie na Pamiątkę,
- Zaproszenie na kongres.

## Publikacje wydane w alfabecie Braille’a
Publikacje alfabetem Braille’a, Towarzystwo Strażnica publikuje od 1912 roku. W 2024 roku były one dostępne w ponad 50 językach, w wersji papierowej i wersji elektronicznej dla notatników brajlowskich dla ponad 13 tysięcy niewidomych głosicieli na świecie, a także wielu osób niedowidzących posługujących się alfabetem Braille’a. W językach angielskim, hiszpańskim, włoskim, niemieckim, koreańskim i ukraińskim dostępne jest Pismo Święte w Przekładzie Nowego Świata wydane alfabetem Braille’a.

## Publikacje wjęzyku migowym
Świadkowie Jehowy wydają regularnie publikacje w językach migowych od 1992 roku. W 2016 roku zaspokajali dzięki nim potrzeby ponad 24 tysięcy głosicieli, działających w ponad 4000 zborach i grupach języka migowego. W 2019 roku publikacje te były dostępne w sumie w 100 językach migowych (do publikacji tych należą m.in. czasopisma „Strażnica” oraz „Przebudźcie się!”).

## Programy komputerowe

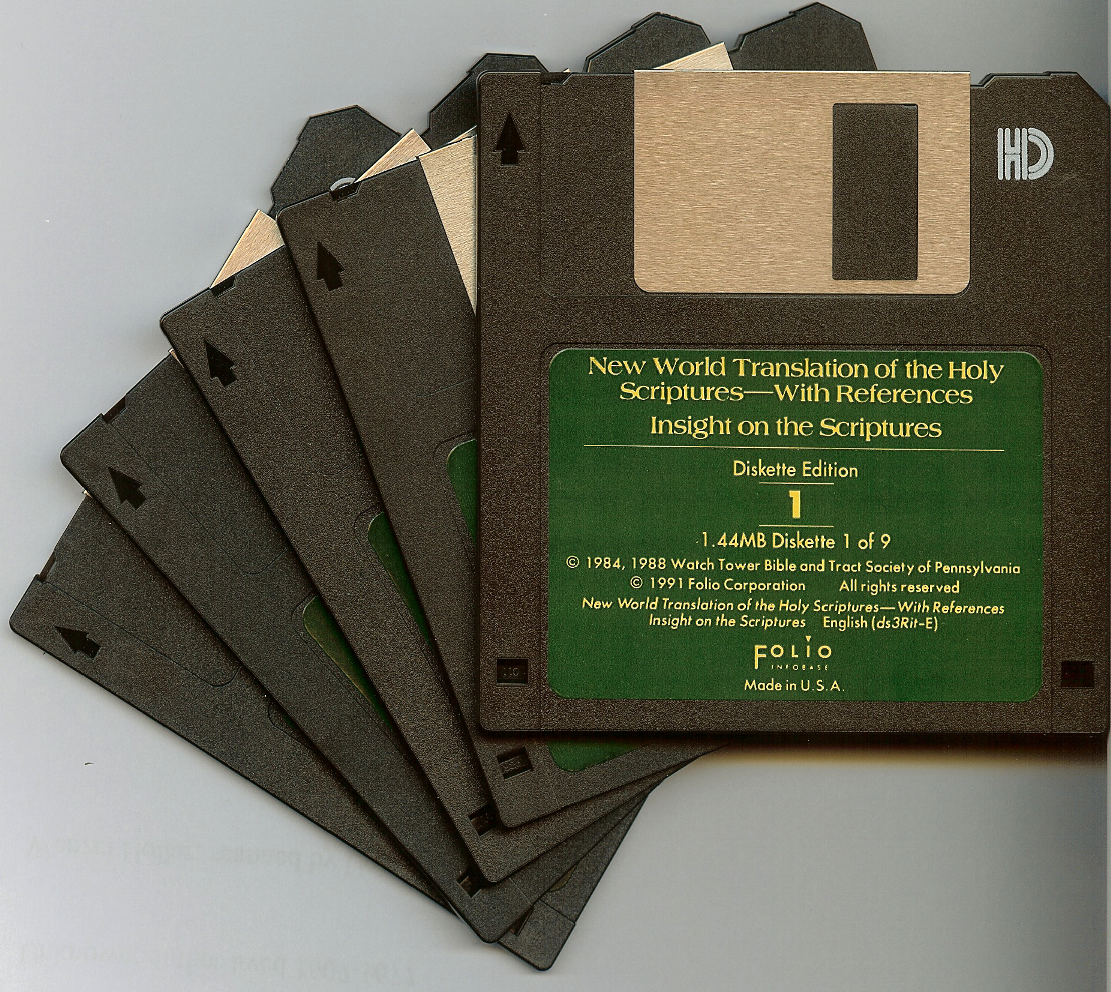
Pismo Święte w Przekładzie Nowego Świata z przypisami i Wnikliwe poznawanie Pism na dyskietkach

- IPS – zintegrowany system wielojęzycznego fotoskładu,
- MEPS – elektroniczny system wielojęzycznego fotoskładu,
- Watchtower Library (Biblioteka Strażnicy) (wyd. polskie corocznie od 2007) – online; DVD (poprzednio: CD), dostępny w 69 językach.

## Aplikacje

Logo bezpłatnej aplikacji JW Library

- JW Language – bezpłatna aplikacja dostępna dla urządzeń cyfrowych i stacjonarnych od 2014 roku, pomaga doskonalić swoje umiejętności komunikacyjne w działalności kaznodziejskiej i zebraniach zborowych z osobami posługującymi się językiem obcym (ponad 4000 słów i zwrotów w każdym z 34 języków – w tym w j. polskim), zawiera również audiobooki wybranych publikacji i filmy w trybie offline[197],
- JW Library – bezpłatna aplikacja dostępna dla urządzeń cyfrowych i stacjonarnych od 2013 roku, zapewnia dostęp do zrewidowanego Przekładu Nowego Świata i innych przekładów Biblii w ponad 380 językach oraz innych publikacji biblijnych, audiobooków, słuchowisk, pieśni i filmów w ponad 1090 językach (w tym w j. polskim, polskim j. migowym, śląskim (cieszyński), kaszubskim i romani (Polska)) w trybie offline, pozwala na robieniu notatek[198]. Codziennie aplikacja JW Library jest otwierana na 8 milionach urządzeń, a każdego miesiąca – na ponad 15 milionach[199],
- JW Library Sign Language – bezpłatna aplikacja dostępna od 2013 roku, umożliwiającą pobieranie filmów w 106 językach migowych (w tym polskim migowym) i oglądanie ich w trybie offline[200],
- JW Event – bezpłatna aplikacja dostępna od 2019 roku, zawierająca informacje o kongresach międzynarodowych i specjalnych Świadków Jehowy[201].

## Płyty gramofonowe
- Wysławiajcie Jehowę w pieśniach – 1984, 8 płyt, podkłady muzyczne do pieśni,
- „Śpiewajcie Jehowie przy akompaniamencie muzyki rozbrzmiewającej w waszych sercach” – 1966, 10 płyt, podkłady muzyczne do pieśni,
- Seria 92 płyt gramofonowych[202] – 4,5 minut. przemówienia biblijne (np. Jehowa, Bunt, Królestwo, Modlitwa, Droga do życia, Trójca, Czyściec, Dlaczego kler sprzeciwia się prawdzie? (1934), Wielka rzesza (1935) oraz Zdemaskowani, Religia a chrystianizm (1937), Faszyzm czy wolność (1938)), w latach 30. XX w. wyprodukowano ponad milion tych płyt.